# ミュンヘン
ミュンヘン（ドイツ語: München ドイツ語発音: [ˈmʏnçən] ( 音声ファイル)、バイエルン・オーストリア語: Minga バイエルン語発音: [ˈmɪŋ(ː)ɐ] ( 音声ファイル)）は、ドイツの都市で、ドイツの連邦州であるバイエルン州の州都である。ドイツ南部に位置するイーザル川河畔にありバイエルンアルプスの北側に位置する。
科学、技術、金融、イノベーション、ビジネス、観光の世界的中心地であり、非常に高い生活水準と生活の質を享受している。マーサーによる2018年現在での「生活環境指数ランキング」では世界で3位にランクインし、モノクルも「世界で最も住みやすい都市」としてミュンヘンを選出した。

## 概要
バイエルン・アルプスの北に位置し、イザール川の両岸にまたがっている。人口は1,603,776人（2024年12月31日推計）で、ベルリンとハンブルクに次いでドイツで3番目に人口の多い都市である。ヨーロッパでは、このような人口100万人を超える都市は珍しく、欧州連合加盟国内の都市の中では11番目に人口が多い都市である。また、ミュンヘン都市圏の人口は約620万人にもおよぶ。
1972年には、ミュンヘンで夏季オリンピックが開催されており、世界的にも影響力のある都市である。

## 名称
ミュンヘン（標準ドイツ語：München, バイエルン語：Minga〔ミンガ〕、ミュンヘン方言：Münchn〔ミュンヒン〕）という名は古高ドイツ語のzu den Munichen「僧院」に由来し、僧を表す古高ドイツ語Muniche（現代ドイツ語Mönche） が元になっている。「ミュンヒェン」とも表記される。同じ上部ドイツ語に属するアレマン語では、Münche（ミュンヒェ／ミュンキェ）と発音される。英語やフランス語では Munich（英語：ミューニック[mjú:nik]／仏語：ミュニク[mynik]）、イタリア語では Monaco（モナコ公国との区別のために、「バイエルンの」という意味の語をつけてMonaco di Baviera, モーナコ・ディ・バヴィエーラ）と呼ばれる。中国語表記は「慕尼黒」、日本語の漢字表記は「民顕」。

## 地理

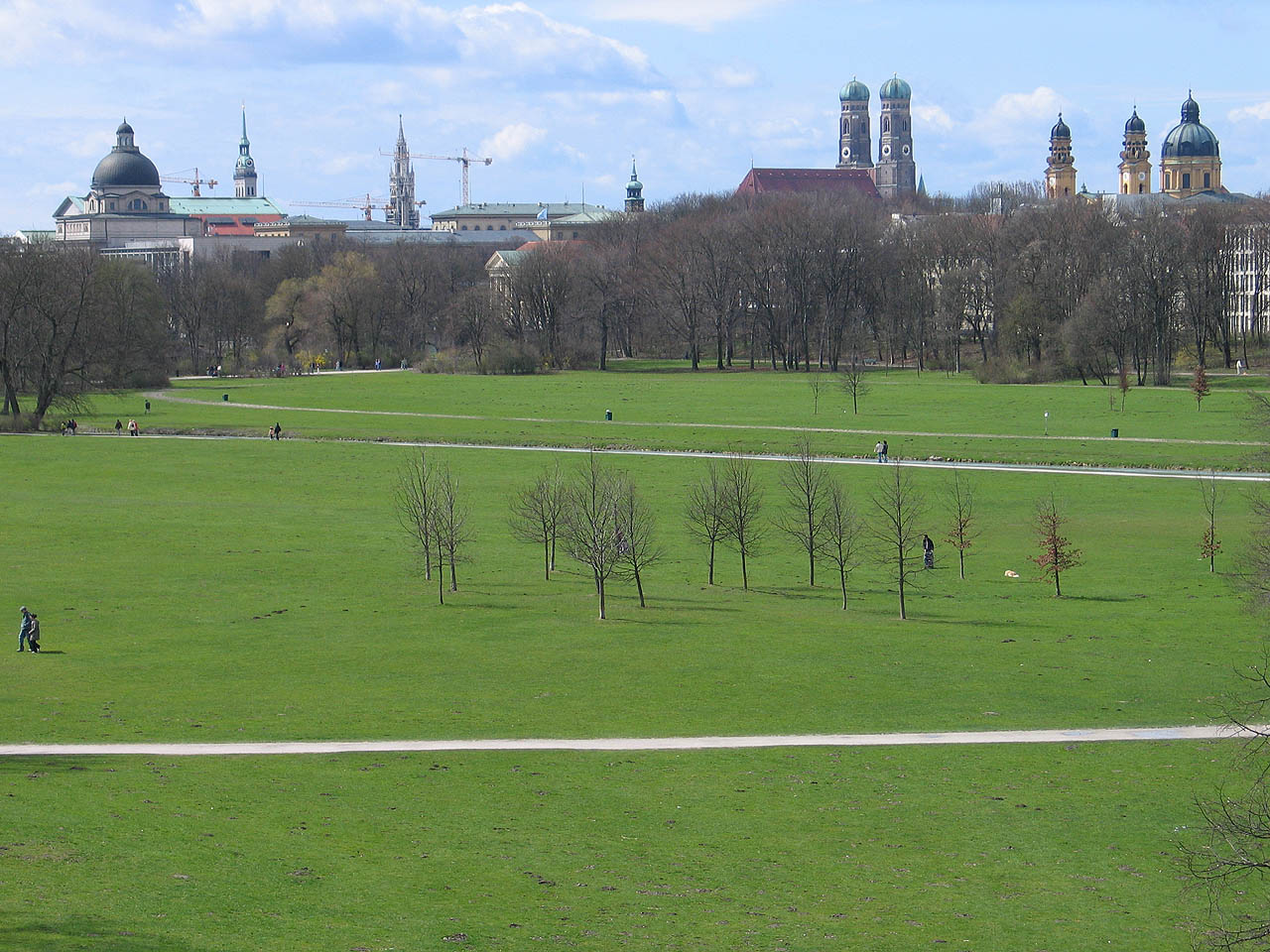
エングリッシャーガルテン

### 地勢
ミュンヘンはアルプス山脈北縁から50km離れたオーバーバイエルンの高い平野に位置し海抜520mである。市内をイーザル川とヴュルム川 (Würm) が流れる。ミュンヘンはアルピネフォアラント (Alpine Foreland) の北部に位置し、北側の砂質の高原地帯はアルプスによる褶曲の影響を受けていない非常に肥沃な燧石（すいせき）地帯が含まれ、南側はモレーンの丘の一部で覆われている。ミュンヘン周辺など、北側と南側の間には洗い落とされた融氷地帯が広がる。融氷地帯は薄いが、地下水は砂礫層を透過しあふれ出ておりミュンヘン北部のような沼に至っている。

### 気候
ミュンヘンは大陸性気候で、アルプス山脈の近さにより強さは加減されている。ミュンヘンの高度とアルプス北縁に近いことから、降水量は多いことを意味している。暴風雨などはしばしば、周辺に不意にやって来る。気温変化の幅は昼間と夜間または夏季と冬季ではとても大きくなる。アルプスからの局地風であるフェーンによって、気温が数時間急に上がることが冬にも見られる。12月から3月にかけて、ミュンヘンでは寒い冬になる。最寒月の1月の平均気温は－2.2℃であり、時に－10℃を下回ることも珍しくない。冬の間、最低数週間は雪に覆われ、ドイツの主要都市では最も雪が降りやすいが、年間降雪量100cm程度 でありそれほど多くは無い。最暖月の7月の平均気温は17.3℃で平均最高気温は23℃となり過ごしやすいが30℃を超えることもある。夏は5月から9月まで続く。公式統計によると最高気温極値が2003年8月13日に記録された37.1℃、過去最低気温は1942年1月21日に記録された-30.5℃である。
| ミュンヘンの気候                                      | ミュンヘンの気候 | ミュンヘンの気候 | ミュンヘンの気候 | ミュンヘンの気候 | ミュンヘンの気候 | ミュンヘンの気候 | ミュンヘンの気候 | ミュンヘンの気候 | ミュンヘンの気候 | ミュンヘンの気候 | ミュンヘンの気候 | ミュンヘンの気候 | ミュンヘンの気候 |
| 月                                                    | 1月              | 2月              | 3月              | 4月              | 5月              | 6月              | 7月              | 8月              | 9月              | 10月             | 11月             | 12月             | 年               |
| ----------------------------------------------------- | ---------------- | ---------------- | ---------------- | ---------------- | ---------------- | ---------------- | ---------------- | ---------------- | ---------------- | ---------------- | ---------------- | ---------------- | ---------------- |
| 最高気温記録 °C （°F）                                | 17.2 (63)        | 21.1 (70)        | 23.3 (73.9)      | 26.6 (79.9)      | 30.0 (86)        | 33.8 (92.8)      | 36.1 (97)        | 35.0 (95)        | 30.0 (86)        | 26.1 (79)        | 18.8 (65.8)      | 20.5 (68.9)      | 36.1 (97)        |
| 平均最高気温 °C （°F）                                | 1.1 (34)         | 3.5 (38.3)       | 8.4 (47.1)       | 13.3 (55.9)      | 18.0 (64.4)      | 21.4 (70.5)      | 23.8 (74.8)      | 22.9 (73.2)      | 19.4 (66.9)      | 13.6 (56.5)      | 6.5 (43.7)       | 2.3 (36.1)       | 12.81 (55.06)    |
| 日平均気温 °C （°F）                                  | −2.2 (28)        | −0.4 (31.3)      | 3.4 (38.1)       | 7.6 (45.7)       | 12.2 (54)        | 15.4 (59.7)      | 17.3 (63.1)      | 16.6 (61.9)      | 13.4 (56.1)      | 8.2 (46.8)       | 2.8 (37)         | −0.9 (30.4)      | 7.78 (46)        |
| 平均最低気温 °C （°F）                                | −5.0 (23)        | −3.7 (25.3)      | 0.4 (32.7)       | 2.9 (37.2)       | 7.1 (44.8)       | 10.4 (50.7)      | 12.0 (53.6)      | 11.7 (53.1)      | 8.8 (47.8)       | 4.5 (40.1)       | 0.2 (32.4)       | −3.5 (25.7)      | 3.82 (38.88)     |
| 最低気温記録 °C （°F）                                | −26.6 (−15.9)    | −22.7 (−8.9)     | −15.5 (4.1)      | −6.1 (21)        | −2.7 (27.1)      | −2.7 (27.1)      | 3.8 (38.8)       | 3.8 (38.8)       | 0 (32)           | −6.1 (21)        | −14.4 (6.1)      | −21.1 (−6)       | −26.6 (−15.9)    |
| 降水量 mm （inch）                                    | 48.0 (1.89)      | 45.2 (1.78)      | 57.7 (2.272)     | 69.9 (2.752)     | 93.4 (3.677)     | 127.6 (5.024)    | 131.6 (5.181)    | 110.5 (4.35)     | 86.3 (3.398)     | 65.4 (2.575)     | 71.0 (2.795)     | 60.8 (2.394)     | 967.4 (38.087)   |
| 平均降雨日数                                          | 10.0             | 8.6              | 10.5             | 10.9             | 11.6             | 13.8             | 12.0             | 11.4             | 9.6              | 9.1              | 10.7             | 11.2             | 129.4            |
| % 湿度                                                | 80               | 74               | 62               | 57               | 55               | 58               | 55               | 55               | 61               | 71               | 80               | 81               | 65.75            |
| 平均月間日照時間                                      | 61               | 84               | 128              | 157              | 199              | 209              | 237              | 213              | 173              | 129              | 69               | 49               | 1,708            |
| 出典1：World Meteorological Organisation              |                  |                  |                  |                  |                  |                  |                  |                  |                  |                  |                  |                  |                  |
| 出典2：“Climate Munich – Bavaria”. 2011年6月1日閲覧。 |                  |                  |                  |                  |                  |                  |                  |                  |                  |                  |                  |                  |                  |

### 地域

#### 行政区画
行政区

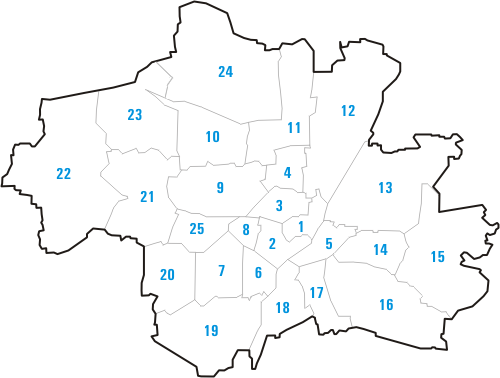
ミュンヘンの行政区

1992年から行われた行政改革によって、ミュンヘンは現在25の行政区 (Stadtbezirke) に分けられている。
- アラッハ＝ウンターメンツィング(23)
- アルトシュタット＝レーエル (1)
- アウビング＝ロッホハウゼン＝ラングヴィート (22)
- アウ＝ハイトハウゼン (5)
- ベルク・アム・ライム (14)
- ボーゲンハウゼン(13)
- フェルトモヒング＝ハーゼンベルグル(24)
- ハーダーン(20)
- ライム(25)
- ルートヴィヒスヴォルシュタット＝イーザルヴォルシュタット (2)
- マックスヴォルシュタット (3)
- ミルバーツホーフェン＝アム・ハート (11)
- モーザハ (10)
- ノイウハウゼン＝ニーンペンブルク(9)
- オーバーギージング (17)
- パジング＝オーバーメンツィング(21)
- ラーマースドルフ＝ペルラッハ(16)
- シュヴァービング＝フライマン (12)
- シュヴァービング＝ヴェスト (4)
- シュヴァンターラーヘーエ (8)
- ゼントリング (6)
- ゼントリング＝ヴェストパーク (7)
- タールキルヒェン＝オーバーゼントリング＝フォルステンリート＝フュルステンリート-ゾル (19)
- トルーデリング＝リーム (15)
- ウンターギージング＝ハルラヒング(18)

## 人口統計

ミュンヘンの人口推移

2007年7月現在のミュンヘンの人口は134万人で、そのうち300,128人はドイツ国籍を有していない。トルコ人やバルカン半島出身者のコミュニティが広く存在する。ミュンヘンで最も多い外国籍はトルコ人で43,309人、以下アルバニア人30,385人、クロアチア人24,866人、セルビア人24,439人、ギリシャ人22,486人、オーストリア人21,411人、イタリア人20,847人などで、全体の37%は他の欧州連合諸国の出身者で占められている。ミュンヘンはドイツ最大のウイグル人コミュニティがあり、ウイグル人のための活動（例えば世界ウイグル会議）などもある。1700年には僅か24,000人でしかなかったミュンヘンの人口はその後の30年間で倍に増加した。1852年には10万人に達し、1852年には25万人になっている。1901年には再び倍の50万人にまで達した。ミュンヘンはドイツ第三の大都市となり、1933年には840,901人、1957年には100万人に達している。
ミュンヘンの人口の47.4%はどこの宗教のグループにも属しておらず、このグループは急増する人口階層を象徴している。ドイツの他地域と同様に、カトリック教会やプロテスタント教会に属する人は徐々にゆっくりと減っている。ミュンヘンの人口のうち2009年12月31日現在、カトリック教会に37.8%、プロテスタント教会に13.8%、ユダヤ教には0.3%が属している。

## 歴史

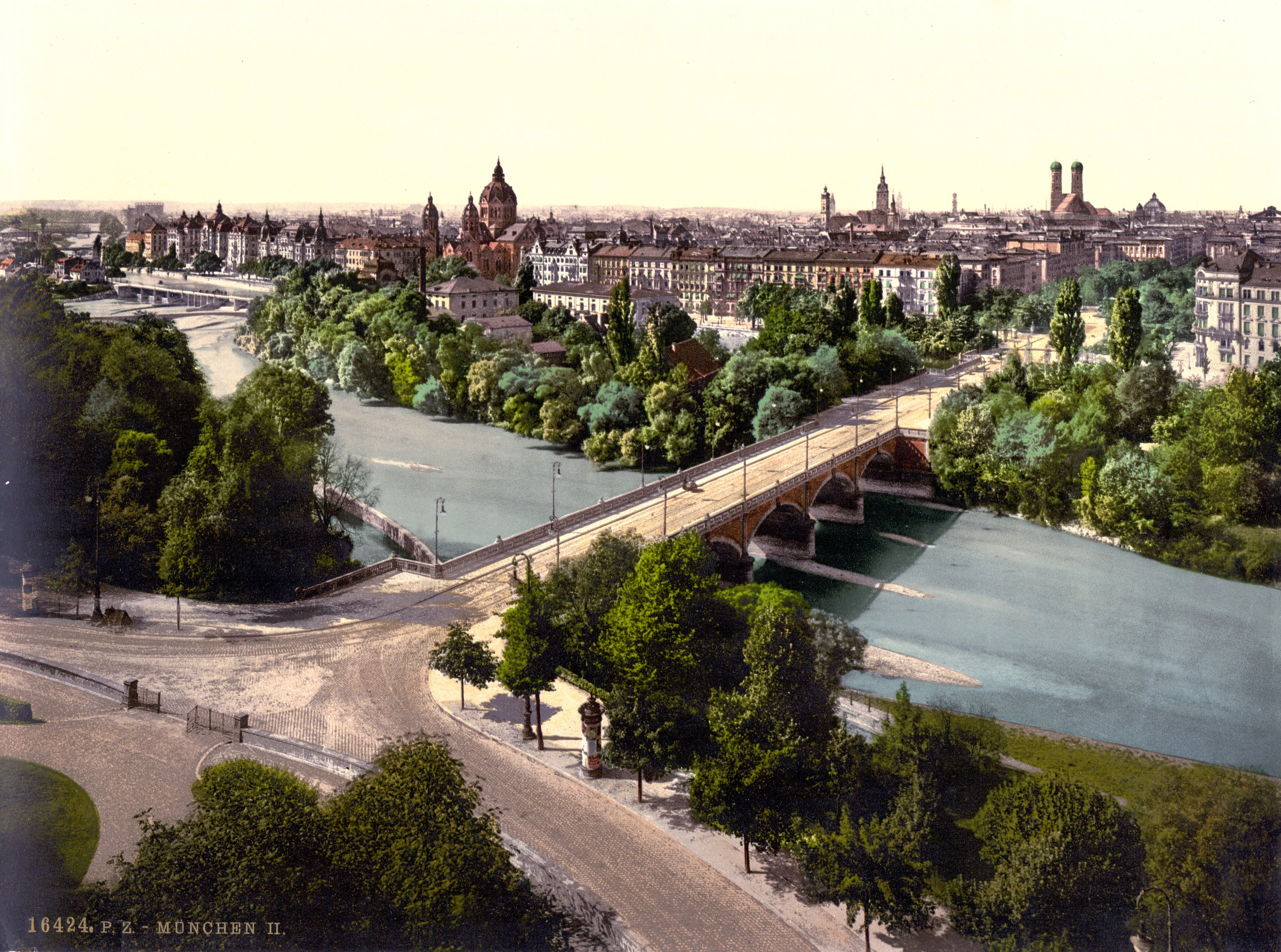
1900年頃に描かれたミュンヘンの町並み

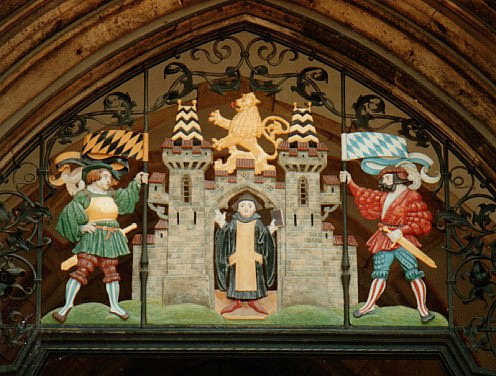
ミュンヘンの市章

### 中世の街としての起源
街の創建は1158年とされている。これは日付が言及された最も古い唯一の文書からである。文書はアウクスブルクで署名されたものである。当時、ヴェルフ家のハインリヒ獅子公 (ザクセン公兼バイエルン公) が1157年/1158年、フライジング（Freising）の司教が Oberföhring 近く、イーザル川に設置していた関税徴収橋（Zollbrücke）を破壊し、ライヘンハル（Reichenhall）からアウクスブルクに至る「塩街道」（Salzstraße）（付属する市場と造幣所を含め）を、イーザル川を約 5km 遡上したバイエルン公領に移し、ミュンヘンを都市として整備した。1175年、公式に都市としての地位を得て、城壁が備えられた。
1180年のハインリヒ獅子公の破門以後、ミュンヘンはフライジングの司教の管轄下に入った。1240年にヴィッテルスバッハ家のバイエルン公がこの地に根を下ろした。1255年のレーゲンスブルクの帝国都市化とバイエルンの分割以後、オーバーバイエルン（Oberbayern）のミュンヘンはヴィッテルスバッハ家の公領本居地（Residenz der wittelsbacher Herzoge）となり、商工業が繁栄した。都市君主は公爵であったが、1294年には包括的な権利が付与されている。1400年ころには、塩取引・イタリア貿易を担う都市貴族による支配が形成された。1500年ころには、約14000人の人口を有する人口の多い都市になったが、中世をとおしてミュンヘンは地域的重要都市に留まり、その影響力はバイエルン公領内でもニュルンベルク、アウクスブルク、レーゲンスブルクの後塵を拝した。
1314年に神聖ローマ帝国皇帝に選ばれ1328年に戴冠したルートヴィヒ4世により、ミュンヘンには塩の専売地位が与えられ、都市として強化され収入が保証された。15世紀後半、ミュンヘンはゴシック芸術が復活し旧市庁舎が拡張された。ミュンヘン最大のゴシック建築で現在の大聖堂であるミュンヘン聖母教会は1468年の着工から僅か20年で完成した。

### 再統合されたバイエルンの首都

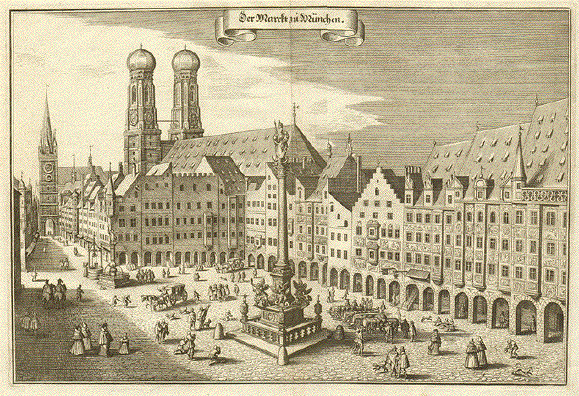
1650年頃のマリエン広場

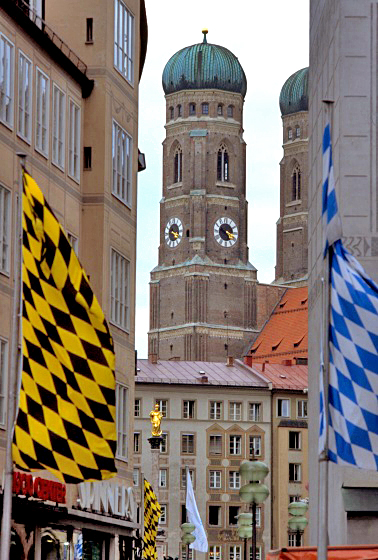
左側がミュンヘンの市旗。真ん中の聖母教会のバックを挟んで右側がバイエルンの州旗。

1506年、再び統合されたバイエルンの首都となった。宮廷による芸術や政治の影響力が増した。（オルランド・ディ・ラッソやハインリヒ・シュッツ。後にモーツァルトやワーグナー）16世紀、ミュンヘンはドイツの対抗宗教改革やルネサンス芸術の中心であった。バイエルン大公ヴィルヘルム5世はイエズス会士に指示し、
聖ミヒャエル教会を対抗宗教改革の中心とした。また、ホフブロイハウスが建てられ1589年より茶色のビール（エール）の醸造が始まった。カトリック同盟 (ドイツ)が1609年にミュンヘンで形成された。1623年の三十年戦争時、マクシミリアン1世が選帝侯に選ばれその居城となったが、1632年にスウェーデン王グスタフ2世に街は占領される。1634年と1635年にはペストが大流行し、当時の人口の3分の1が死亡した。ミュンヘンはバイエルン選帝侯の統治下、バロック様式の生活の中心としてだけでなく1704-1742年にはハプスブルク家の占領下にもあった。
1806年、新たなバイエルン王国の首都となり、王国議会ラントタックや新しいカトリック教会のミュンヘン・フライジング大司教区が置かれた。その20年後にはルートヴィヒ・マクシミリアン大学ミュンヘン（ミュンヘン大学）がミュンヘンに移された。多くのミュンヘンの最上の建物はこの時期に建てられたか、最初の3人のバイエルン王の下で建設が進められた。ルイトポルト・フォン・バイエルンがバイエルン王国の摂政の時代、ミュンヘンでは大きな文化的、芸術活動が見られた。（フランツ・フォン・シュトゥックや青騎士など）

### 第一次世界大戦から第二次世界大戦
1914年に第一次世界大戦が勃発すると、ミュンヘンでの生活はとても厳しいものとなり、連合国によるドイツへの封鎖により食料や燃料の不足が起こった。1916年にはフランスによる空襲を3度受けている。第一次世界大戦後、街は政治的な混乱の中心となった。1918年11月の革命前夜、ルートヴィヒ3世とその家族はミュンヘンから逃れている。1919年2月、アントン・グラーフ・フォン・アルコ・アオフ・ファーライによるバイエルン自由国の暫定首相クルト・アイスナーの暗殺後、バイエルン・レーテ共和国が宣言された。共産主義者が力を持った時、事件が起こる以前にミュンヘンに住んでいたウラジーミル・レーニンは祝電を送ったが1919年5月3日に共産主義の共和国はドイツ義勇軍により倒された。共和制の政府が再興したものの、ミュンヘンは右派や過激主義の温床となり、その中には国家社会主義ドイツ労働者党（ナチ党）のアドルフ・ヒトラーもいた。

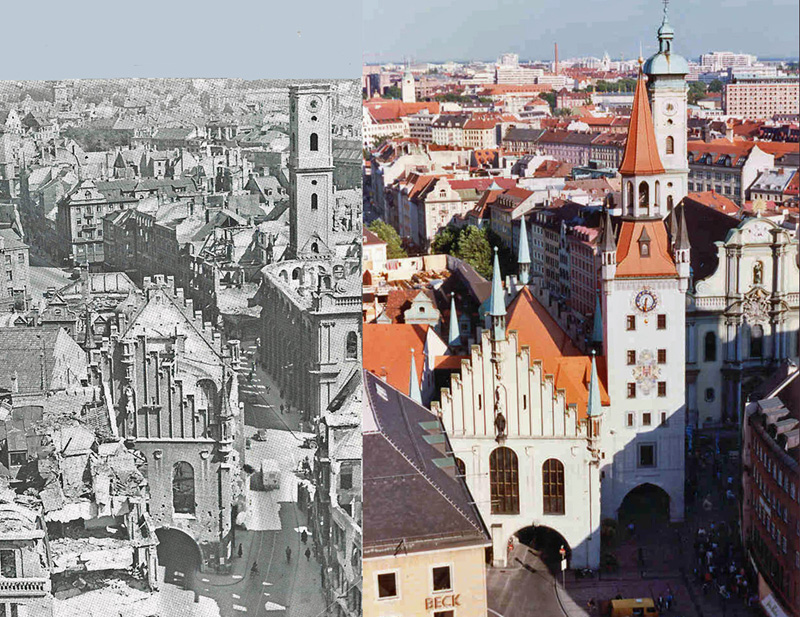
空爆後に復元された旧市街

1923年、ヒトラーをはじめとする右派の諸団体はヴァイマル共和政を転覆させ権力を掌握することを試みた。このミュンヘン一揆は失敗に終わり、ヒトラーは逮捕され一時的にナチ党は機能しなくなった。しかし運動は継続され、ヒトラーの釈放後にはさらに勢力を拡大した。ミュンヘンは再びナチの本拠地となり、1933年のナチ党の権力掌握とともに、州政府も掌握された。また、親衛隊によって、初の強制収容所であるダッハウ強制収容所が、ミュンヘンから北西に16km離れた場所に建設された。ナチズムの台頭に重要な役割を果たしたことからミュンヘンは党運動首都 Hauptstadt der Bewegung と呼ばれた。ナチ党の本部褐色館はミュンヘンに置かれ、総統館 がケーニヒス広場 Königsplatz 周辺に建てられ今日でも残されている。ミュンヘンはイギリスとフランスが取った宥和政策の典型とされるミュンヘン会談が成就した場所として知られる。イギリスの首相ネヴィル・チェンバレンはチェコスロバキアのズデーテン地方の大ドイツへの併合を認め、ヒトラーの第三帝国への希望を十分に満たし、第二次世界大戦を引き起こす遠因を作ってしまった。一方で1942年6月から1943年2月にかけて学生が非暴力反ナチ運動を展開した白いバラの本拠地でもあった。中核メンバーであるハンス・ショル・ゾフィー・ショルはミュンヘン大学でのビラの配布後、逮捕され処刑された。ミュンヘンは第二次大戦中、連合国による激しい空爆を受けその数は6年間で71回に及んでいる。1945年4月30日、アメリカ軍がミュンヘンを占領した。

### 第二次世界大戦後
1945年のアメリカによる占領の後、ミュンヘンは細部に至るまで完全に再建され他の戦争で荒廃した西ドイツの都市に比べても保守的な計画により戦前の道路網などは保たれている。1957年には人口が100万人を超えた。
1972年、ミュンヘンオリンピックの開催都市となったが、この間にイスラエルの選手がパレスチナ人テロリストに殺害されるミュンヘンオリンピック事件が起こった。武装テロ組織黒い九月が9人の選手を人質に取った。最終的に人質11人と警察官1人、武装集団5人の計17人が死亡する惨事となった。市内の大量輸送機関として機能しているミュンヘン地下鉄やミュンヘンSバーンなどの鉄道網が整備されたのもこの時代である。ほとんどの市民は高い質の生活を謳歌している。マーサー・ヒューマン・リソース・コンサルティングが実施した世界で最も居住に適した都市の調査ではミュンヘンは2007年に8位となった。同社が行った他の調査ではミュンヘンは世界で39番目に物価が高い都市であり、ドイツの大都市の中では一番上位である。ミュンヘンは経済的にもその繁栄を享受しており、情報技術やバイオテクノロジー、出版はそれに寄与している。2006年現在、環境汚染は低い状態で、市議会は市内の幹線道路沿いの微粒子の割合に関心を持っている。空気中の微粒子に関しては欧州連合の微粒子に関する立法制定以来、グリーンピースのような環境団体が市議会や州政府に厳しい姿勢で臨むように要求するため大きな抗議集会を開いている。
今日、ミュンヘンの犯罪率はハンブルクやベルリンなど他のドイツの大都市に比べ低い状態にある。高い生活の質や安全性からミュンヘンには英語話者の住民の間では「トイタウン」という愛称が付いている。ドイツ人の住民からは "Millionendorf" 「百万人の村」と言う愛称で呼ばれている。

## 政治

2020年時点での各政党の議席数:
パルタイ: (4)
SPD:(19)
同盟90/緑の党: (24)
ÖDP: (6)
FDP: (4)
キリスト教社会同盟: (20)
ドイツのための選択肢:(3)

ミュンヘンはバイエルン州の州都としてドイツでも重要な政治的中心地であり、バイエルン州議会、連邦政府機関が立地し、欧州特許庁や連邦財務裁判所 (Bundesfinanzhof) などの機関も立地する。

### 行政

#### 市長
ミュンヘンの現在の市長はドイツ社会民主党 (Sozialdemokratische Partei Deutschlands,SPD) のディーター・ライター (Dieter Reiter) である。

### 議会
ミュンヘンでは第二次世界大戦以降SPD体制が崩れていないが、注目すべきは他のバイエルン州の地域ではキリスト教社会同盟 (Christlich-Soziale Union in Bayern e.V.,CSU) が他の多くの州や連邦レベルの選挙結果では絶対的多数を占めている。

## 対外関係

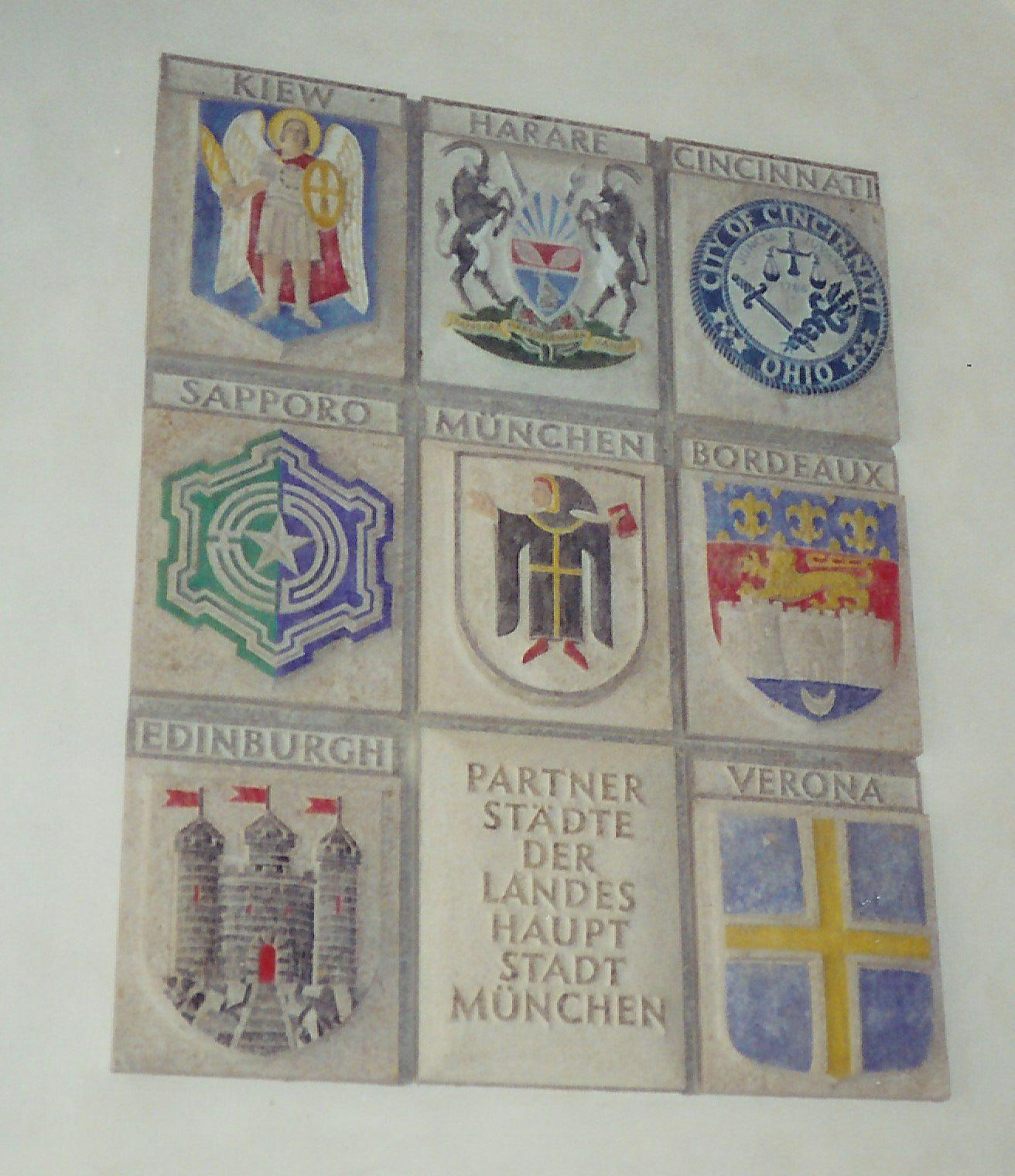
ミュンヘン新市庁舎に掲示されている姉妹都市の飾り額

### 姉妹都市・提携都市
- ボルドー（フランス ヌーヴェル＝アキテーヌ地域圏 ジロンド県）
- シンシナティ（アメリカ合衆国 オハイオ州 ハミルトン郡）
- エディンバラ（イギリス スコットランド ロージアン地方）
- ハラレ（ジンバブエ ハラレ州）
- キーウ（ウクライナ 特別市）
- 札幌（日本 北海道 石狩振興局）
- ヴェローナ（イタリア ヴェネト州 ヴェローナ県）
- ベエルシェバ（イスラエル 南部地区）

### 札幌市との姉妹都市関係
ミュンヘンと札幌市は同じ1972年にミュンヘンオリンピックと札幌オリンピックを開催したことから、同年に姉妹都市となった。両方の都市で学校や大学の交流が行われた他、1976年には札幌の大通公園にミュンヘンからの「マイバウム」が贈られた。1991年、札幌の南部にミュンヘン大橋が完成した。2002年からは毎年12月に大通西で「ミュンヘン・クリスマス市」が行われており、100万人以上の観光客が訪れる。2022年にはミュンヘンと札幌によって「姉妹都市ビール」が作られた。

## 経済

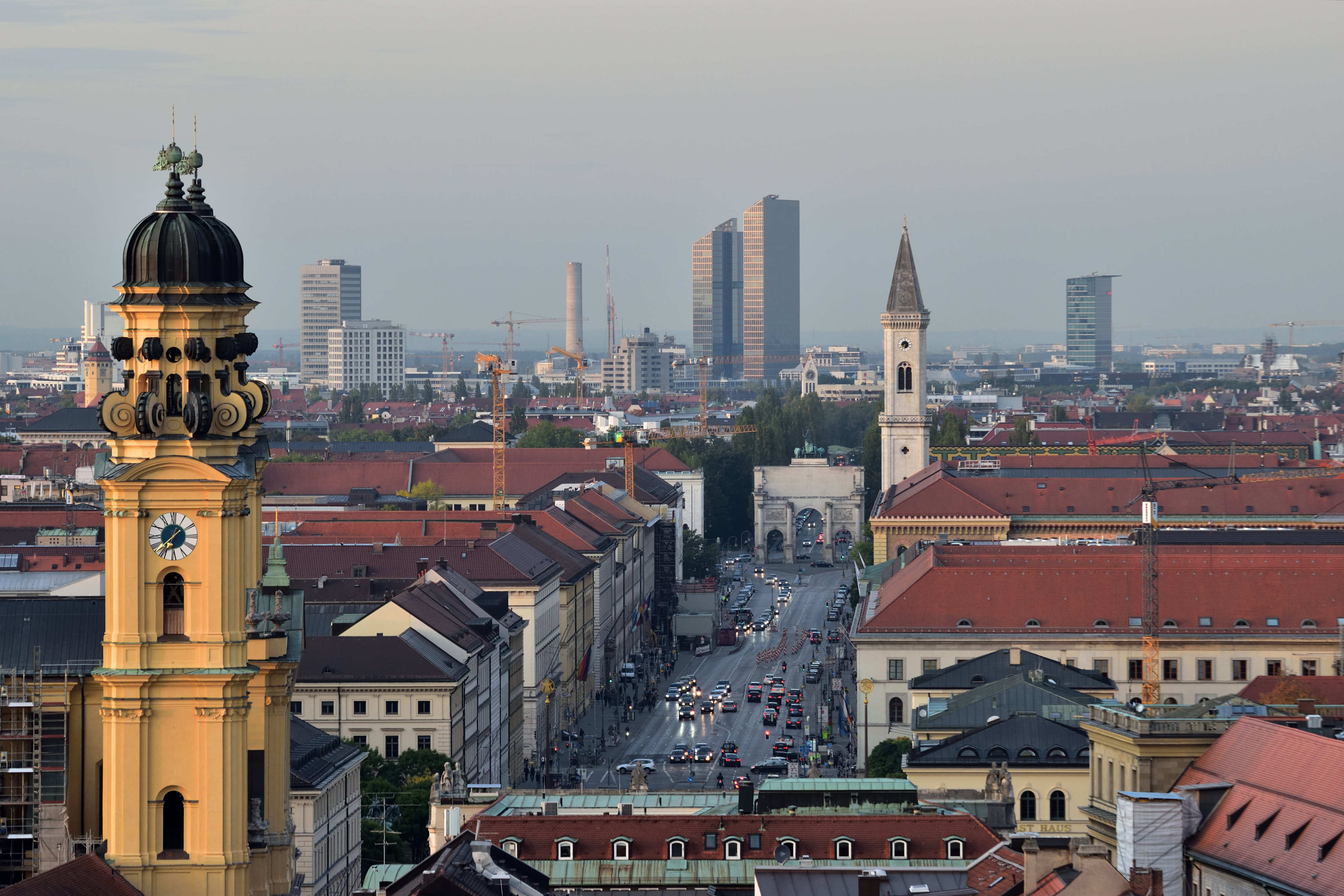
ミュンヘンのスカイライン

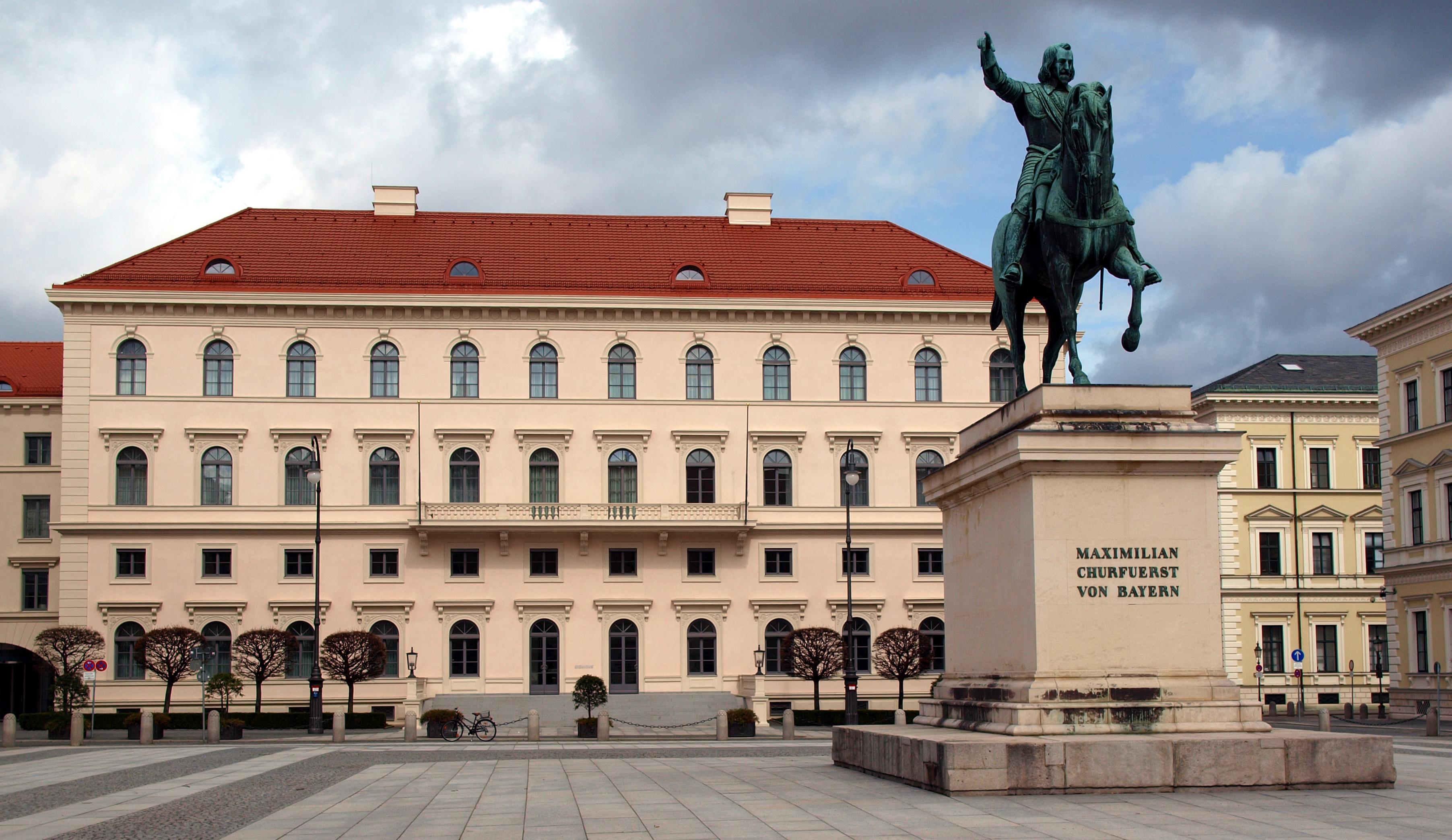
シーメンス本社

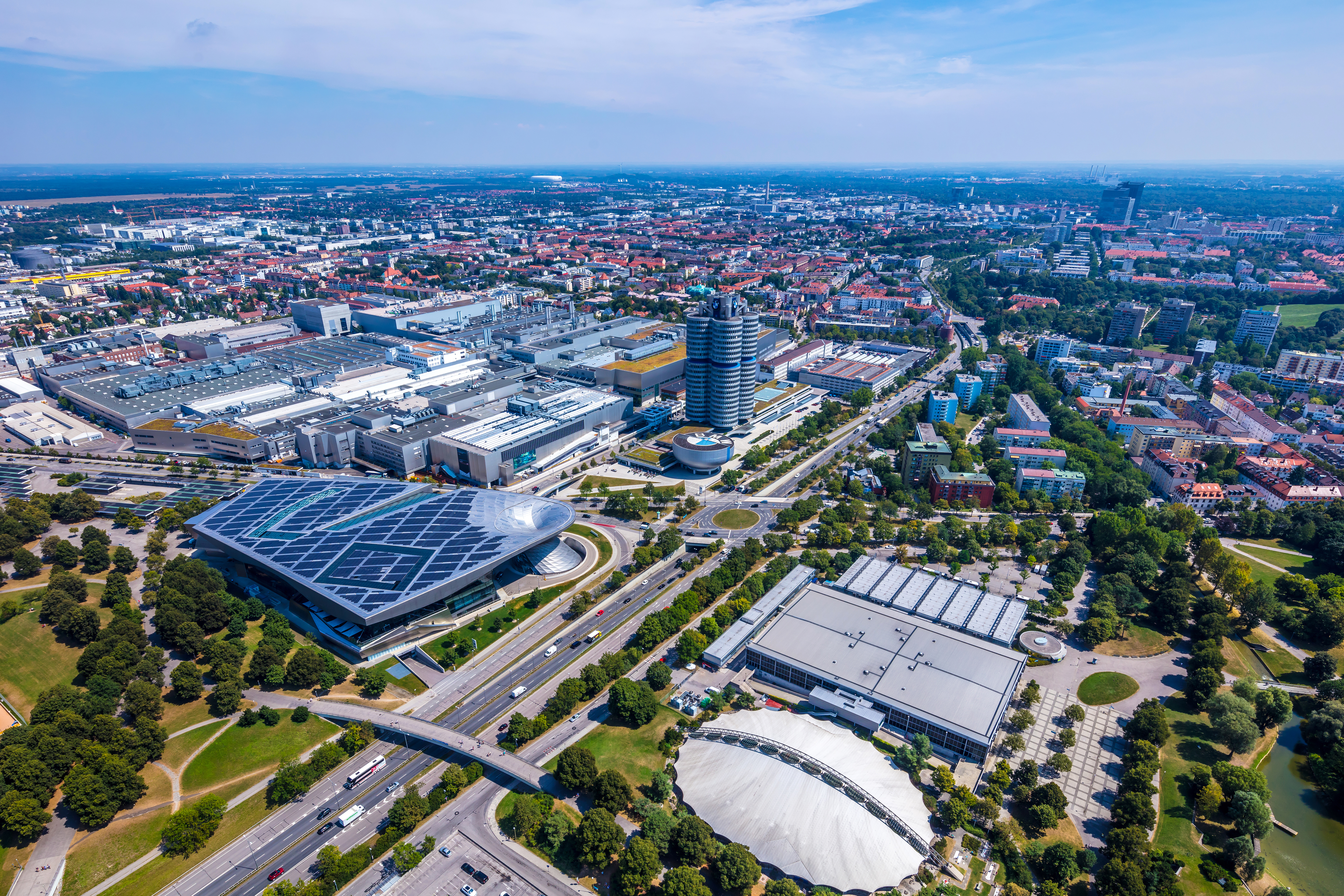
BMW本社ビル

ミュンヘンはドイツの都市の中でも強力な経済力を持つ都市で、失業率は5.6%と他の100万人を超えるベルリンやハンブルクと言った大都市に比べ低くなっている。
また、ミュンヘンはドイツ南部の経済的な中心地で新社会経済市場“Neue Soziale Marktwirtschaft (INSM)” を先導し“WirtschaftsWoche”などのビジネス誌の2006年6月の比較調査で3度目の賞を受けている。
雑誌“Capital”では2005年2月に2002年から2011年にかけて成長が見込めるドイツの6都市中トップのランキングに入っていた。
ミュンヘンは世界都市と見なされており、シーメンス(電機)、MAN AG(トラック・バス・産業用エンジンの製造、リンデグループ(ガス)、ローデ・シュワルツ(電機)などの大企業が本社機能を置いている。
2007年現在、ドイツの50万人以上の大都市の中でミュンヘンでは一人当たり26,648ユーロの最高の消費力がある都市である。
2006年のミュンヘンでのブルーワーカーの1時間当たりの平均賃金は18.62ユーロであった。
フォーチュン・グローバル500の都市別ランキングで2009年現在、8位に位置している。

### 第二次産業

#### 工業
自動車
市北部のオリンピアシュタディオン近辺には世界有数の自動車メーカー BMW の本社があり、ポルシェ、メルセデス・ベンツのシュトゥットガルトやフォルクスワーゲンのヴォルフスブルクとともに自動車王国ドイツを牽引している。
その他
情報通信機器、鉄道車両、生産設備、家電製品などを製造しているシーメンスの本社がミュンヘンに置かれている。さらに、重機械メーカーであるクラウス＝マッファイの母体となったJ.A.マッファイとクラウスの2つの機関車メーカーもこの地で創業しており、同社と、同社から分社して成立した兵器メーカーのクラウス＝マッファイ・ヴェクマンは現在も本社工場を市内に置いている。

### 第三次産業

#### サービス業
ミュンヘンは生物工学やソフトウェア、サービス産業の中心地としての顔も持っている。
MTUエアロ・エンジンズ、EADS、半導体のインフィニオン・テクノロジーズやキマンダ、シーメンスグループのランプメーカーオスラム、世界最大の高品質映画機材（映画用カメラ）と映画用光源機材のメーカーアーノルド&リヒターが本社や中枢機能を置いている他、マイクロソフトやマクドナルドが欧州本部を置いている。

#### 金融業
ドイツ屈指の金融センターとして、ヒュポフェラインス銀行やバイエルン州立銀行が本拠地としている他、アリアンツ（保険）、ミュンヘン再保険（ミュニック・リ）の本社がある。2020年にイギリスのシンクタンクによって、世界37位の金融センターと評価されている。

## 情報通信

### マスメディア
ミュンヘンは欧州でも出版、放送が盛んな都市であり、ドイツ最大規模の新聞社である南ドイツ新聞(Süddeutsche Zeitung)やドイツ公共放送連盟(ARD)加盟の公共放送・バイエルン放送(BR)、ProSiebenSat.1 Media AGなどの放送局、世界最大の出版社ランダムハウスなどがある。

#### 映画
バイエルンフィルムスタジオが郊外のグリューンヴァルトに置かれている。欧州では最大で著名な映画製作スタジオである。

#### 新聞社
- 南ドイツ新聞(Süddeutsche Zeitung)

#### 放送局
- バイエルン放送（ドイツ公共放送連盟(ARD)加盟）
- ProSiebenSat.1 Media AG

## 教育・研究機関

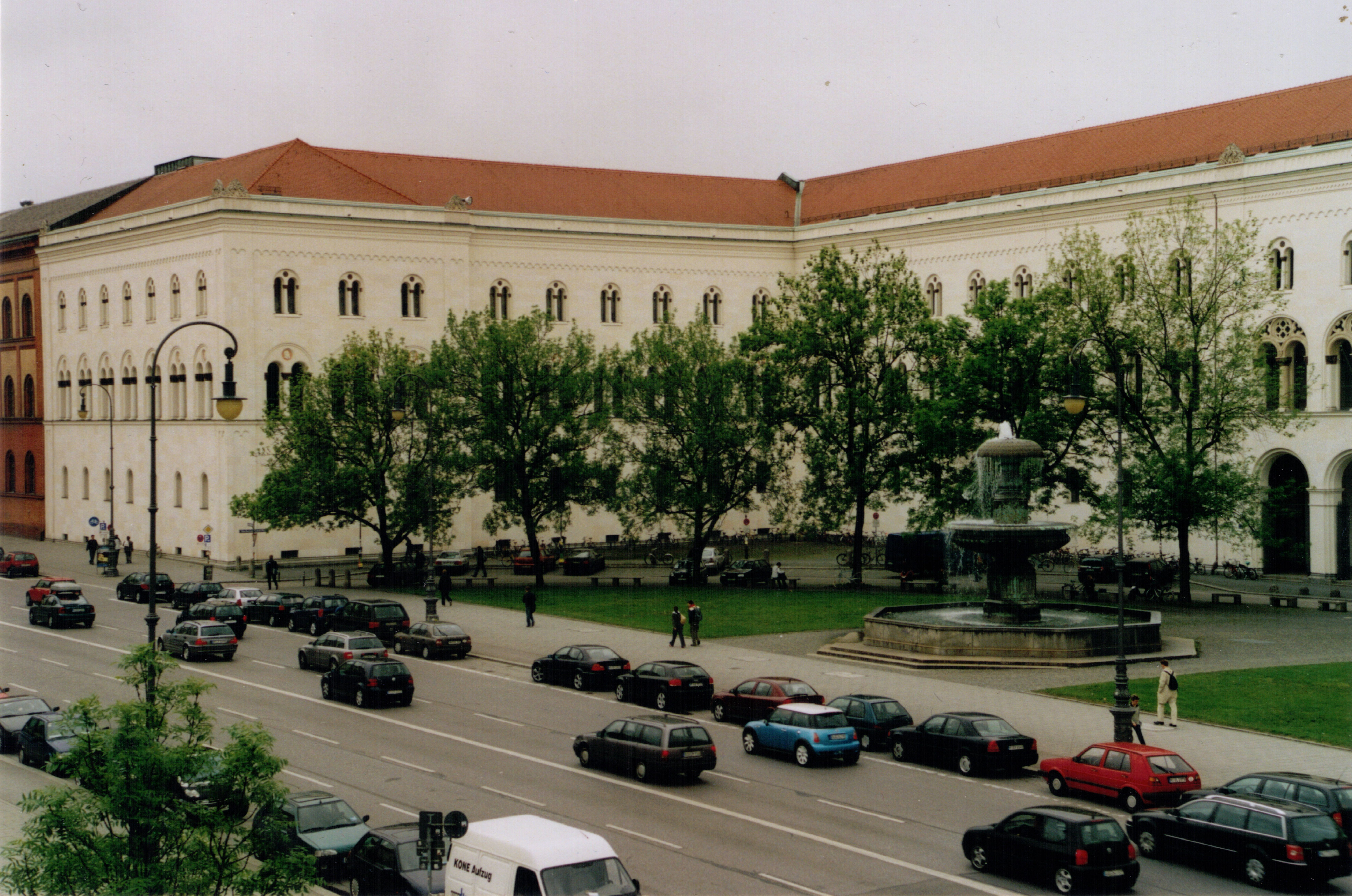
ルートヴィヒ・マクシミリアン大学ミュンヘンの本館

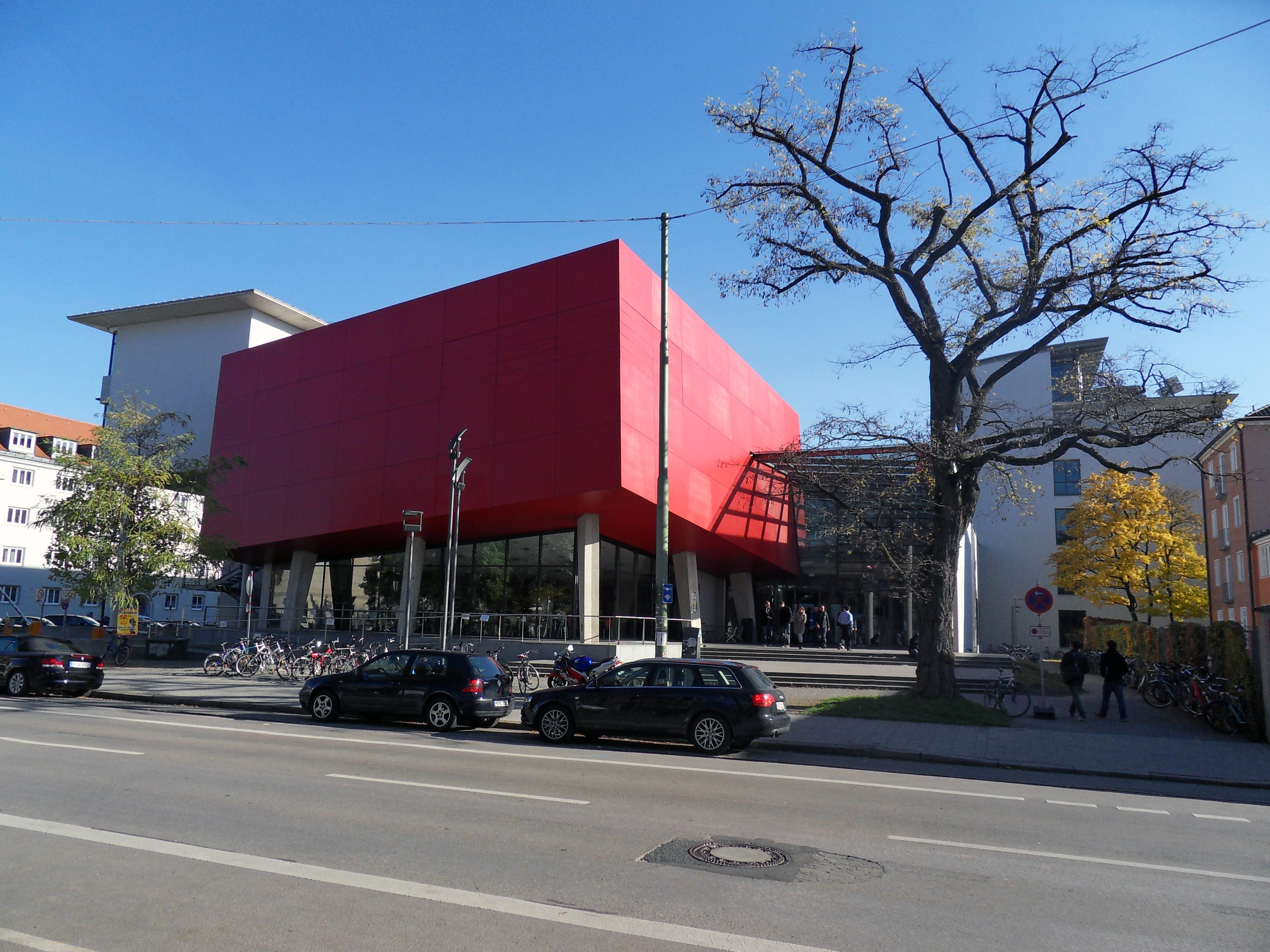
ミュンヘン応用科学大学

ミュンヘンは科学や研究の先進地で、1901年にノーベル物理学賞を受賞したヴィルヘルム・レントゲン（1900-1920年までミュンヘン大学に在籍）から2005年のテオドール・ヘンシュ（ミュンヘン大学教授）のノーベル物理学賞の受賞まで100年以上の長い研究地としての歴史がある。また、ルートヴィヒ4世の時代から既に精神的な中心地としてパドヴァのマルシリウスやオッカムのウィリアムなどの哲学者は王室の庇護の下にあった。ルートヴィヒ・マクシミリアン大学ミュンヘン（ミュンヘン大学,LMU）とミュンヘン工科大学（TU,TUM）の2つの大学は大学教員や連邦教育・研究省、ドイツ政府のメンバーが選出する3つの「エリート大学」の称号を得ている。この称号はミュンヘンの大学とカールスルーエ工科大学だけで、2006年の最初の評価以来大きな研究資金を得ることを意味している。マックス・プランク研究所関連の研究機関がミュンヘンには多く立地している他、フラウンホーファー協会など他の研究機関も様々なものが立地している。

### 大学
- ルートヴィヒ・マクシミリアン大学ミュンヘン (LMU) - 1472年にインゴルシュタットで設立され1826年にミュンヘンに移転。
- ミュンヘン工科大学 (TUM) - 1868年に創設
- ウクライナ自由大学（英語版） - 1921年設立。1945年からミュンヘン
- ミュンヘンビジネススクール（英語版）(MBS) - 1991年設立
- ミュンヘン応用科学大学（英語版）(HM) - 1971年設立
- ミュンヘン知的財産法センター(MIPLC)
- ミュンヘン連邦軍大学 - 1973年創設。ミュンヘン南東部のノビーベルク（英語版）にある。
- ミュンヘン音楽・演劇大学 - 1830年創設
- ミュンヘン美術院 - 1808年創設
- ミュンヘンテレビ・映画大学（英語版） - 1966年創設
- ミュンヘン政治学院（英語版） - 1950年創設
- ミュンヘン哲学学院（英語版） - 1925年にプラッハで創設。ミュンヘンへは1971年に移転。

### 日本人学校
- ミュンヘン日本人国際学校

## 交通
ミュンヘン都市圏の人口は約260万人で、郊外とは広範囲の公共交通網で結ばれている。
ミュンヘン地下鉄(U-Bahn München)・ミュンヘンSバーン (S-Bahn München)・ミュンヘン市電（Straßenbahn München）・路線バスなど、公共交通機関を包括し一体化させるミュンヘン運輸交通連合 (Münchner Verkehrs- und Tarifverbund) が組織されている。
トラムは市内では最も古い公共交通機関で、1876年以来運行され続けている。

### 空路

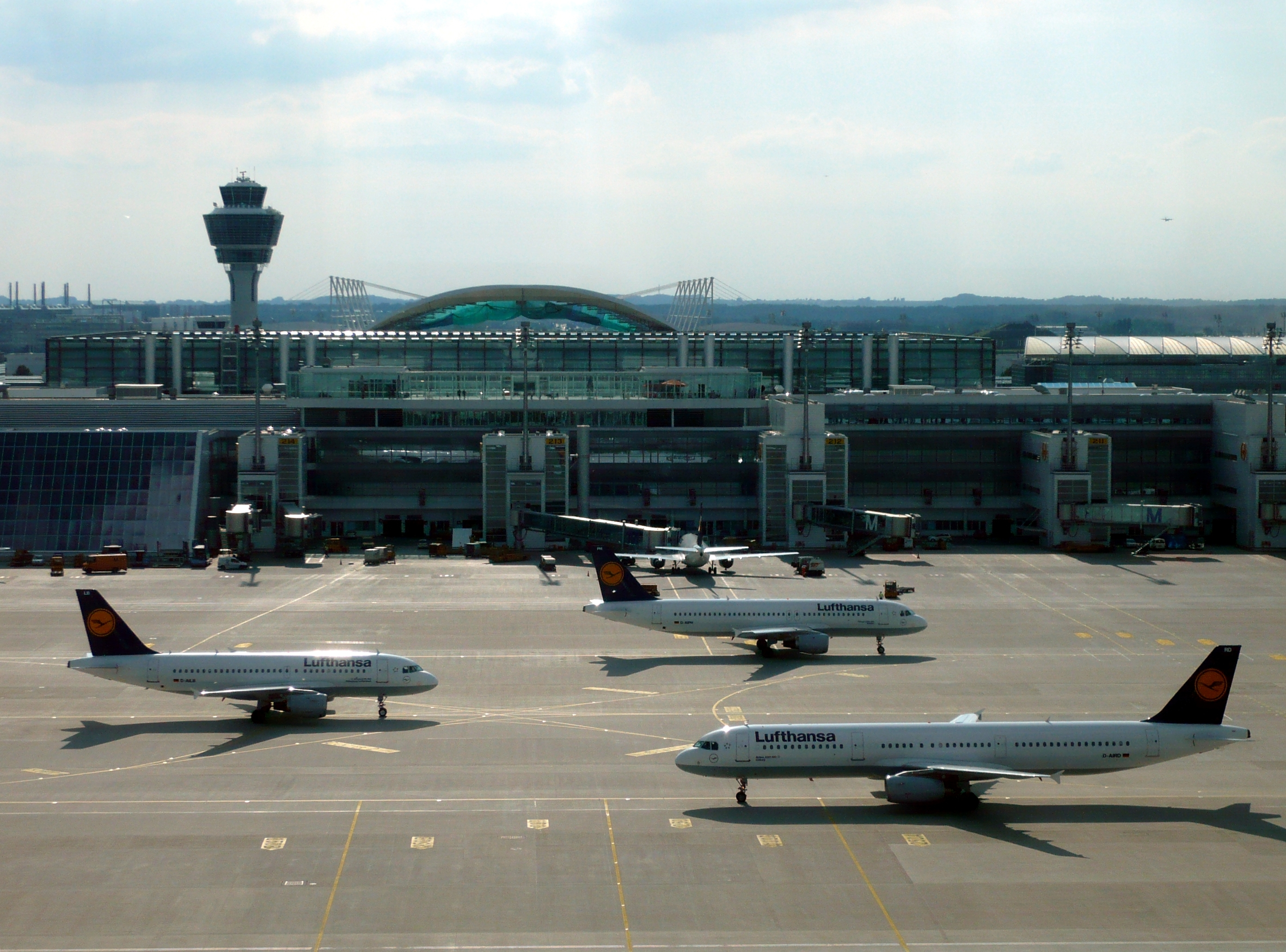
ミュンヘン空港

#### 空港
ミュンヘン空港 (MUC) はドイツではフランクフルト空港に次いで2番目に旅客数が多い空港で、年間3400万人が利用している。1992年に開港し、現在ではドイツ南部のハブ空港として機能している。ミュンヘン中心部の北東30kmに位置し、SバーンのS8やS1により結ばれ、ミュンヘン中央駅からは40-45分ほど掛かる。一時期、リニア方式のトランスラピッドの整備によって400km/hで空港と中央駅を10分で結ぶ計画もあったがコスト高を理由に2008年に計画は中止された。

### 鉄道

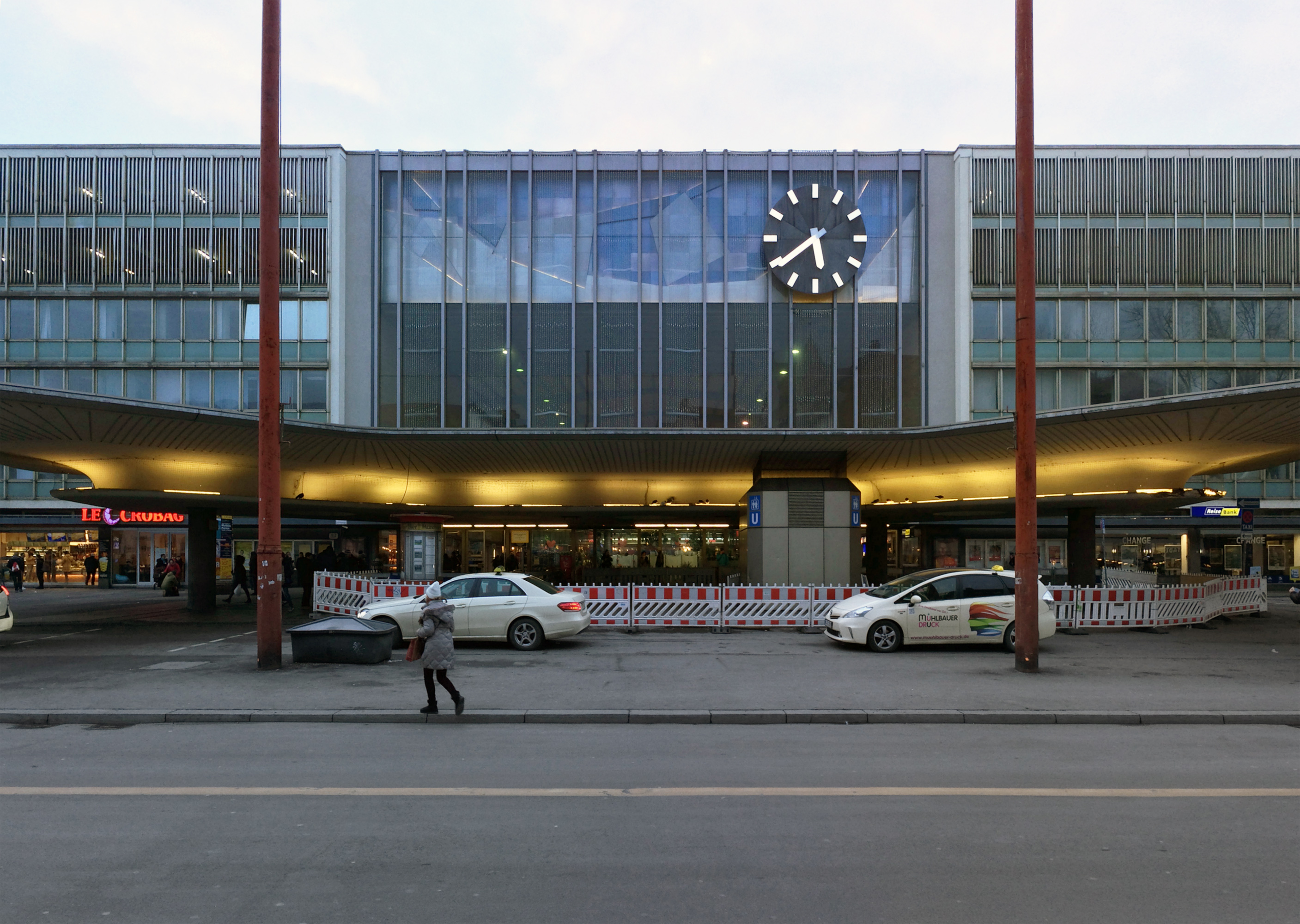
ミュンヘン中央駅

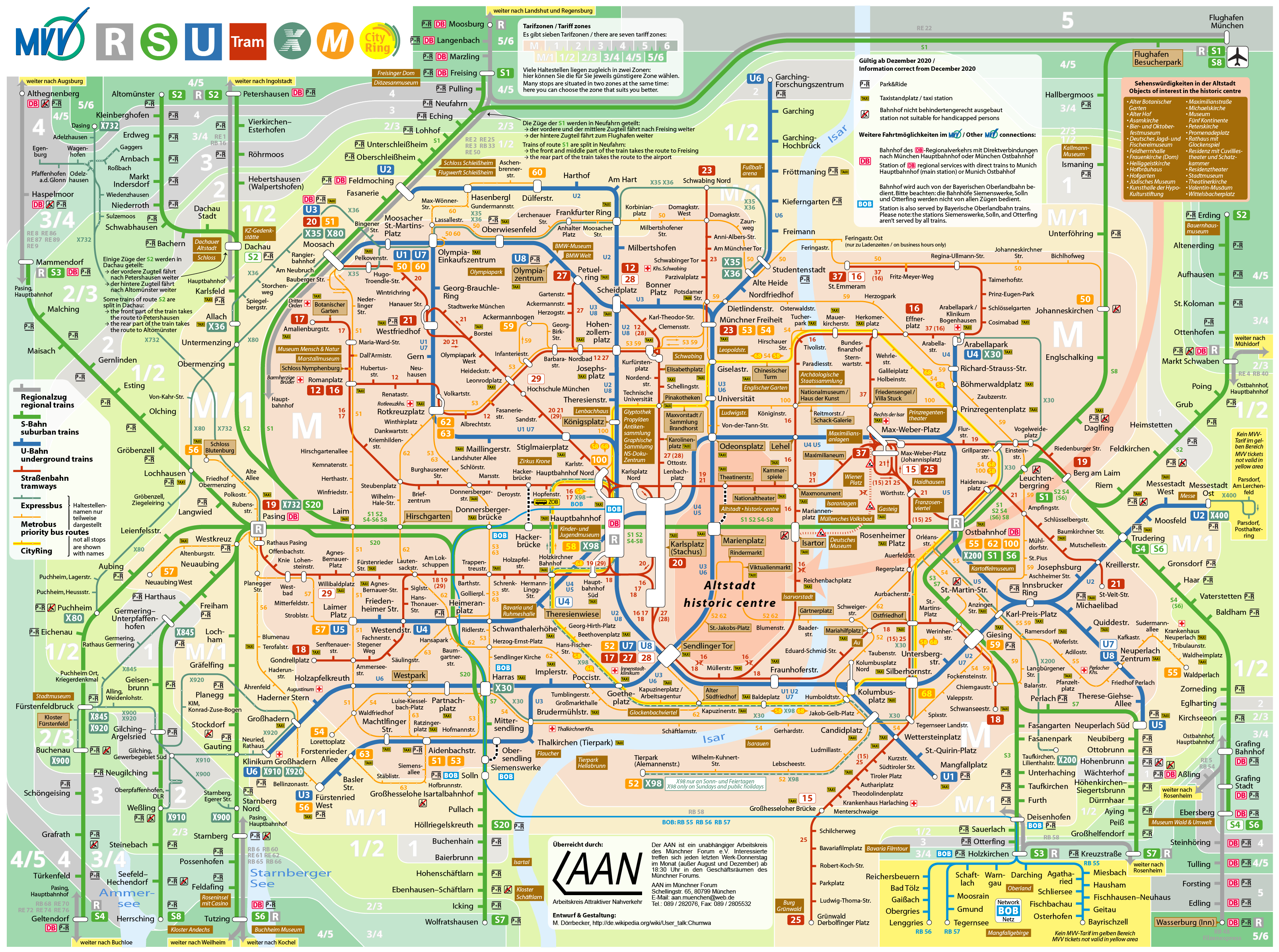
ミュンヘンの鉄道網

ミュンヘンの主要駅にはターミナル駅であるミュンヘン中央駅が中心部にある他、ミュンヘン東駅とミュンヘン・パージング駅の二つの幹線鉄道の駅がある。この3つの駅はそれぞれ公共交通機関の結節点としても機能している。

#### 高速列車
高速列車ICEはパージング駅と中央駅にのみ停車し、特急のインターシティやユーロシティは東駅にも停車する。
2006年5月28日以来、バイエルン州第二の都市ニュルンベルクとはニュルンベルク-インゴルシュタット-ミュンヘン高速線によって最高速度300km/hのICEによって結ばれている。
ミュンヘン中央駅からはウィーンやブダペスト方面を結ぶRJや1日1往復パリとを結ぶTGVも乗り入れている他、スイスやオーストリア、イタリア方面とを結ぶユーロシティ、ドイツ国内、オランダ、フランス、イタリア、ハンガリー、クロアチアとを結ぶ夜行列車ÖBB Nightjetやユーロナイトも発着する。

### バス

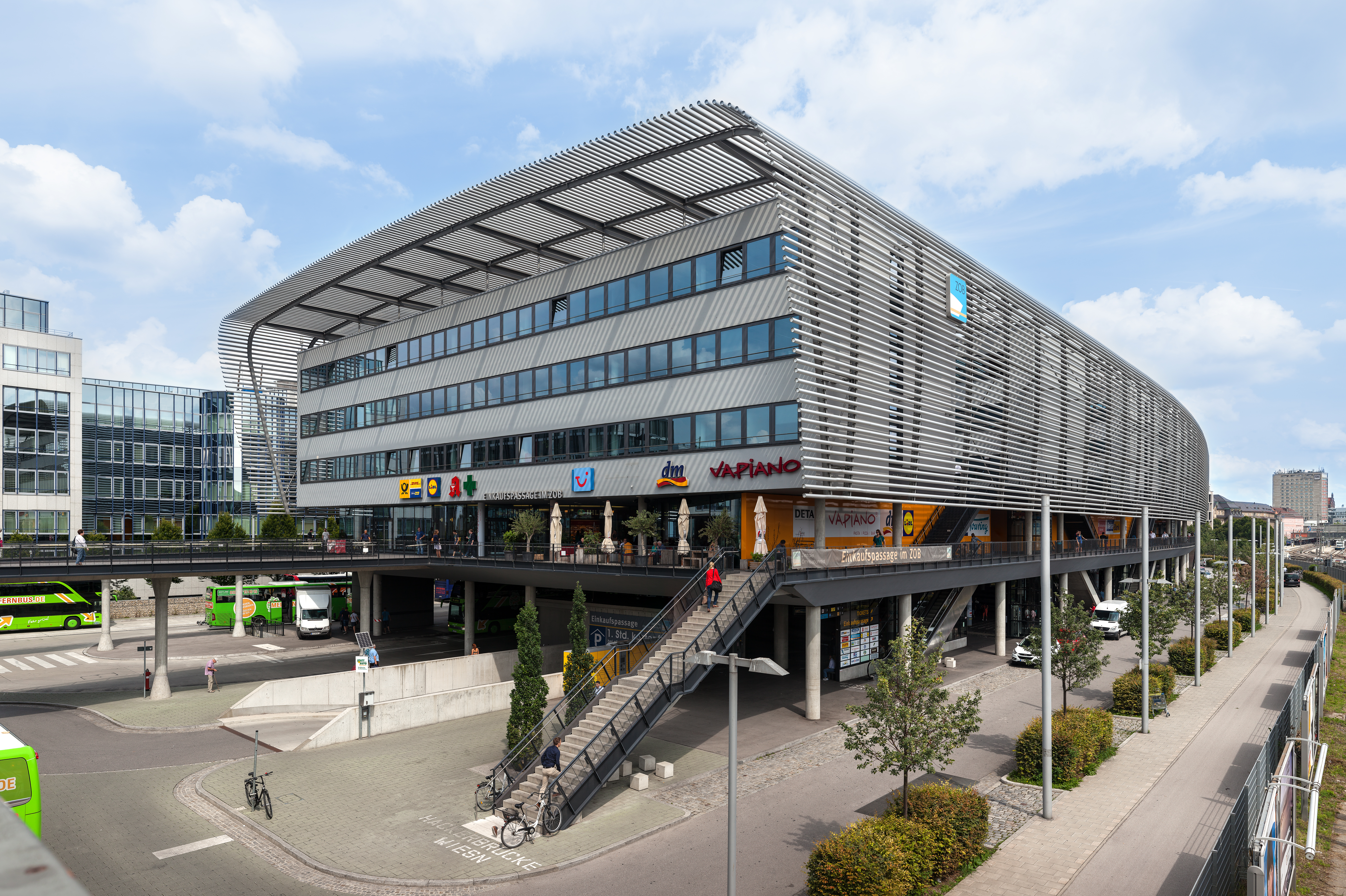
ミュンヘン中央バスターミナル

#### 路線バス
路線バスも広範囲をカバーする代表的な交通機関である。

#### 都市間バス
ミュンヘン中央駅近くにはミュンヘン中央バスターミナルがあり、欧州各地を結ぶ長距離バスが発着している。

### 道路

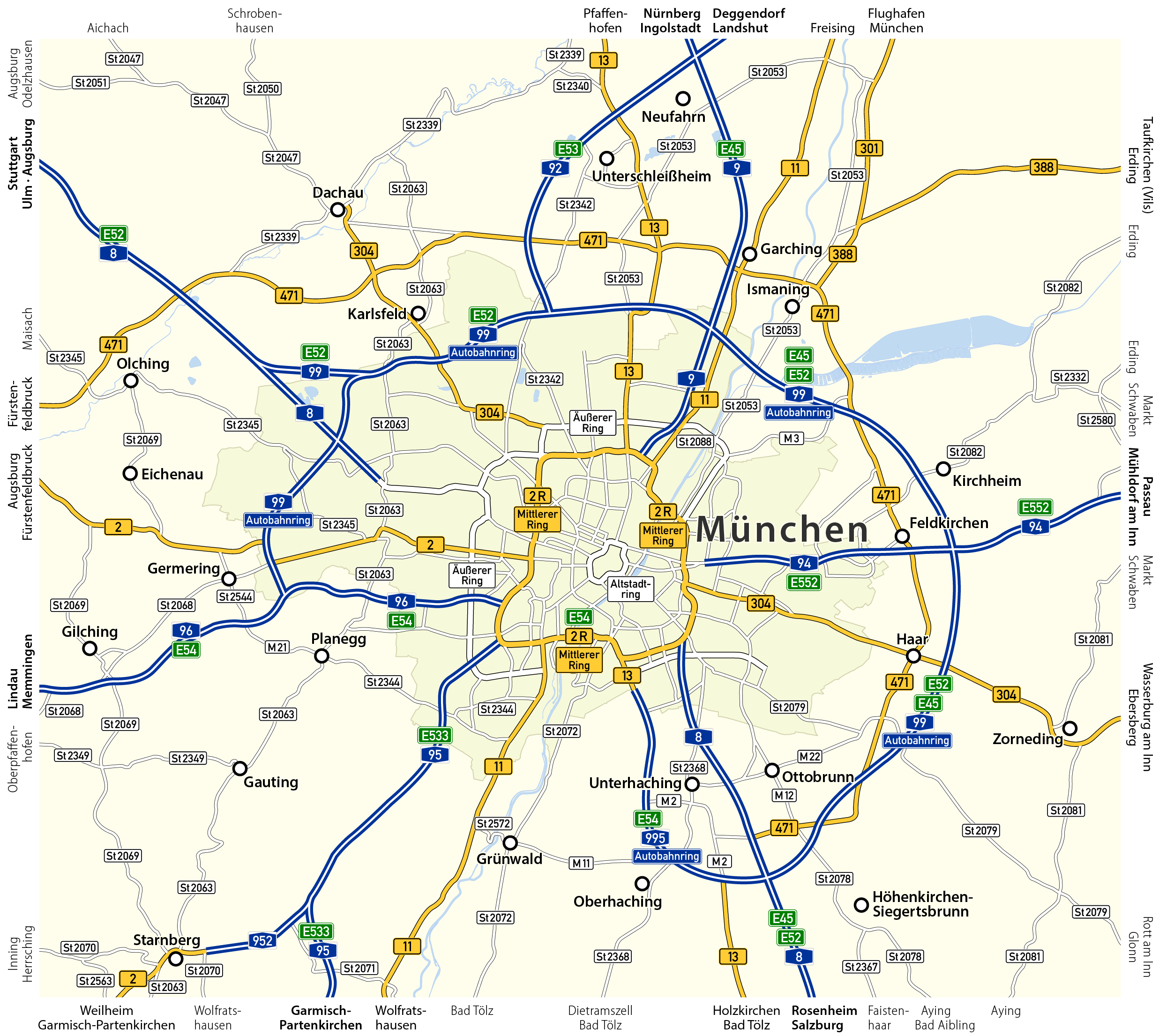
ミュンヘン周辺部のアウトバーン網

#### 高速道路
ミュンヘンはドイツ南部におけるアウトバーン網の要衝で、西部のシュトゥットガルト、北部のニュルンベルク、フランクフルト・アム・マイン、ベルリン、東部のデッゲンドルフ、パッサウ、南東部のザルツブルク、インスブルック、南部のガルミッシュ＝パルテンキルヒェン、南西部のリンダウなど各地と結ばれる道路網の起終点であり、直接ドイツ各地やオーストリア、イタリアなどと結ばれている。

#### 近郊道路
ミュンヘン周辺部ではしばしば激しい交通渋滞に見舞われており、ラッシュ時や長期の休暇シーズンなどに同じような箇所で発生している。市内の自転車道は良く整備されており、コール・ア・バイクが普及している。
張り巡らされた地下鉄やトラムの路線網は中心部では歩行者を補完している。
中央駅近くから始まり700mあるノイハウザー通りやカウフィンガー通り (Kaufinger Strasse) は東西にわたって中心部を横切り歩行者用の空間を作っている。同様にヴァイン通り (Weinstrasse) は北側に伸びておりホーフガルテン方向に続いている。核となる通りと多くの小さな通りがミュンヘン中心部には広がっている。中心部の歴史地区は歩行者専用ゾーンになっており、安全で快適に徒歩や自転車での散策が楽しめる。これらは交通政策によって特定の道路に車を通行させないようにしているためで、中心部では歩行者と自転車の安全性が保たれている。

## 観光

### 都市景観
街並みと建築物

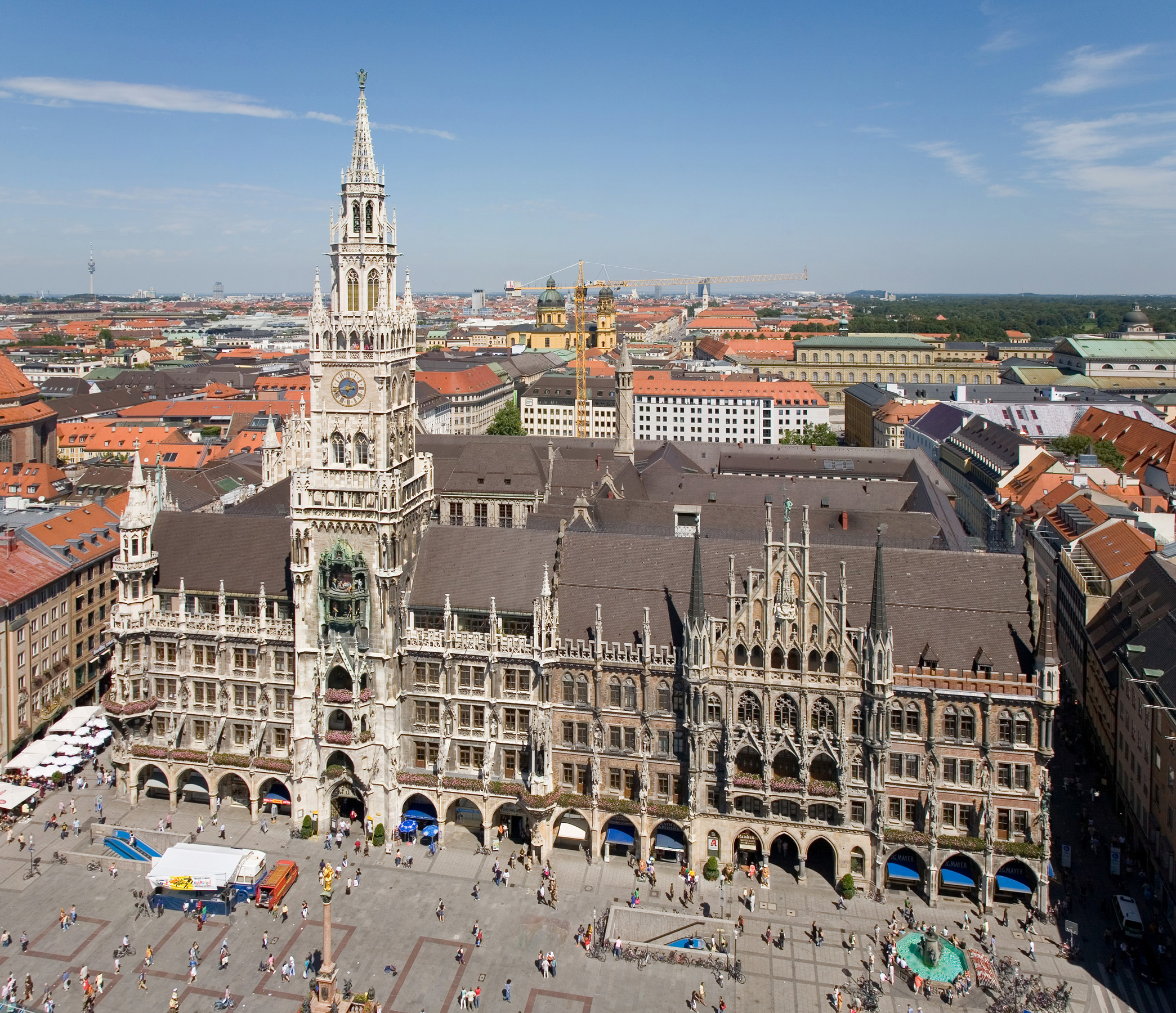
新市庁舎とマリエン広場

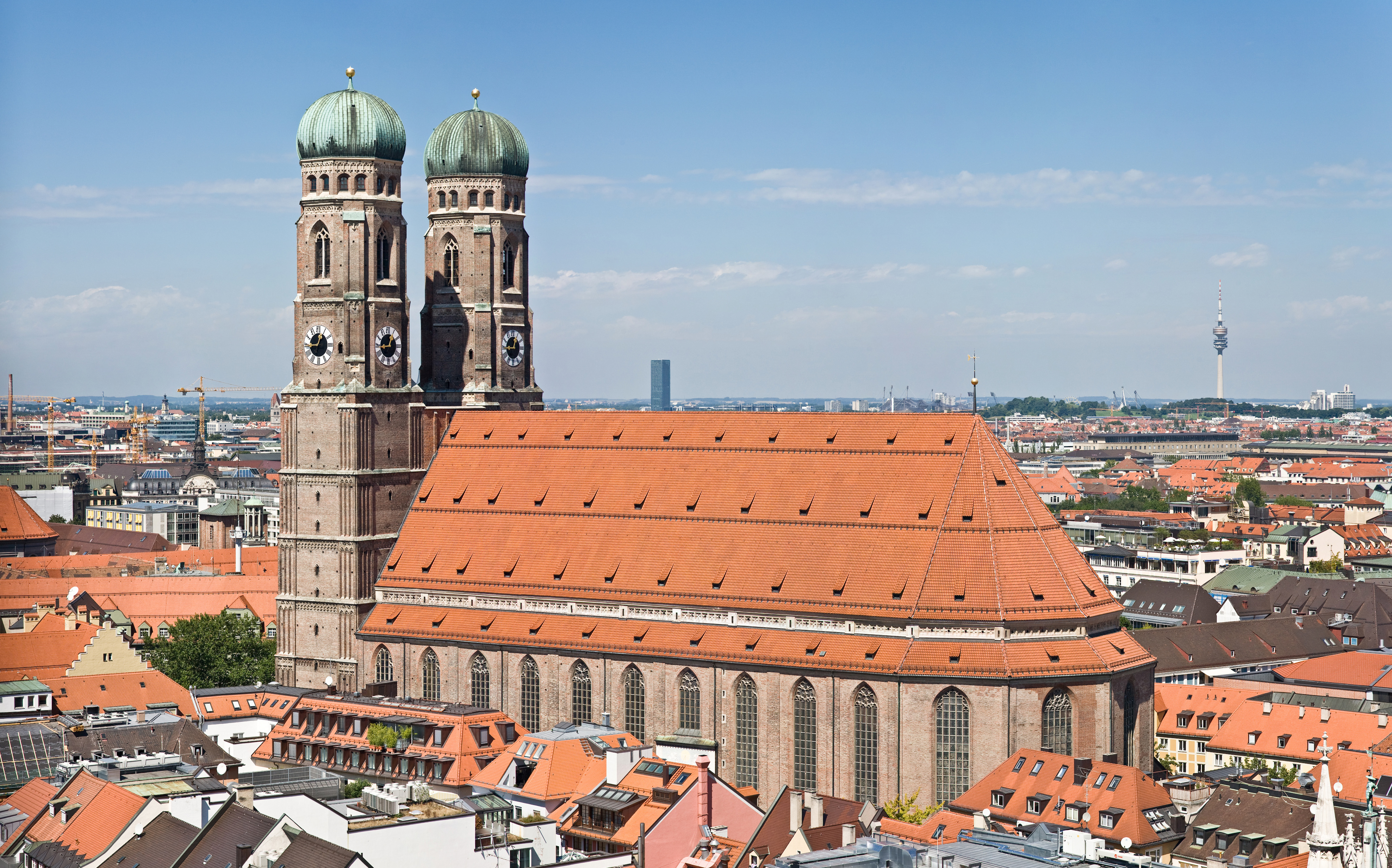
聖母教会（フラウエン教会）

ミュンヘンは歴史的な建築物や印象的な建築物により魅力を与えており、戦災による歴史的な建築物の復興だけでなく新しいランドマークとなる建築物も建てられている。ナショナルジオグラフィック・トラベラーの持続可能な目的地の調査で100以上を超える歴史的な場所でミュンヘンは30位にランクされている。

### 観光スポット

#### 中心部
市の中心部にはマリエン広場がある。この広場は広いオープンスクウェアで、名称は中心部にあるマリアと聖三位一体のコラム（石柱）である、マリエンゾイレ (Mariensäule) に因んで名付けられた。ミュンヘン旧市庁舎とミュンヘン新市庁舎はマリエン広場の周りにあり、その中にはラートハウス・グロッケンシュピールも含まれる。壊された中世の城壁の城門が今日でも3つ残され、東側にはイーザル門が南側にはゼンドリンガー門、中央駅方にはカールス門があり、カールス広場が控え、司法裁判所（Justizpalast）と噴水がある。
聖ペーター教会 (Peterskirche) はマリエン広場の近くにあり、中心部では一番古くからある教会である。この教会はロマネスク期に最初に建てられ、ミュンヘンが公式に創建される1158年以前の初期の修道士の集落の中心であった。聖ペーター教会近くにはゴシックホールのミュンヘン聖霊教会があり、1724年にはバロック様式に変わり、ヴィクトアーリエンマルクト（市場）を見下ろしている。聖母教会(フラウエン教会)はミュンヘン中心部ではよく知られた建築物で、ミュンヘン・フライジング司教区の大聖堂である。聖ミヒャエル教会はアルプス北側では最大のルネサンス様式の教会であり、テアティーナ教会は南ドイツのバロック様式建築に大きな影響を与えたイタリア風の後期バロック様式のバシリカである。ドームはオデオンス広場を見下ろしている。他のバロック様式の教会にはビュルガーザール教会やミュンヘン三位一体教会 (Dreifaltigkeitskirche) があり、バイエルンでは最初のロココ様式の教会、聖アンナ・イム・レイ教会などもある。アザム教会はロココ期の建築家の草分けであったコスマス・ダミアン・アザム兄弟により建てられた。
ミュンヘン旧市街の一角を占めるミュンヘン・レジデンツの宮殿の複合建築は1385年に着工され、そのインテリアの装飾はヨーロッパでも最も重要な美術館の一つである。レジデンツは幾度かの拡張を経て、その中には宝物庫 (Schatzkammer) や壮麗なロココ様式のキュビリエ劇場が含まれる。レジデンツの隣には新古典様式のオペラであるミュンヘン国立劇場が建っている。バロックや新古典様式の大邸宅であるパレ・ポルキアやパレ・ホルンシュタイン、プリンツ・カール・パライスは今でもミュンヘンに現存している。すべての大邸宅はレジデンツの近くにあり、アルター・ホーフは中世の城でヴィッテルスバッハ家の最初のミュンヘンでの居城であった。

#### 王室の通りや広場

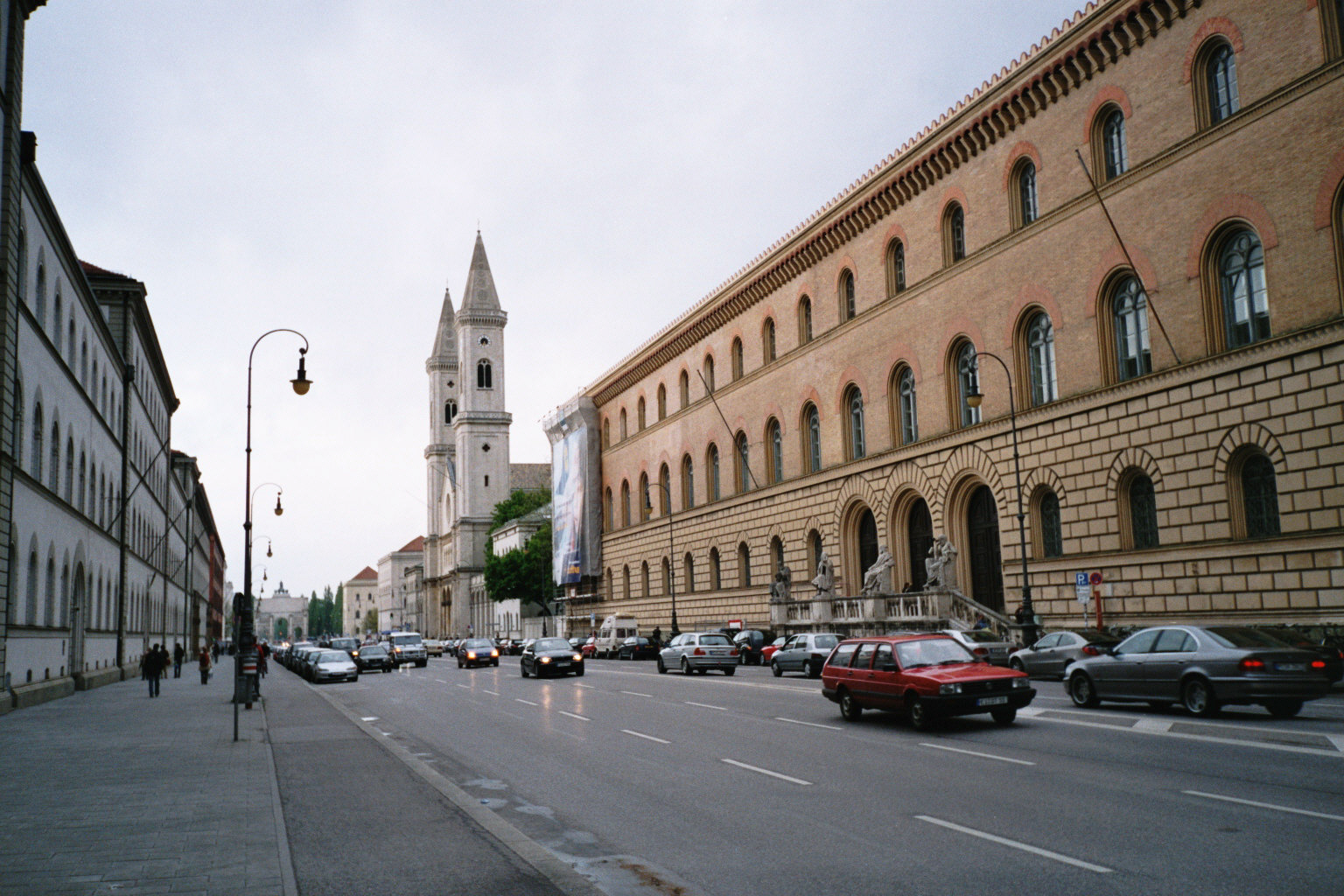
ルートヴィヒ通り

4つの広い王室の通りがありこれらの通りはミュンヘン中心部の公の建物と郊外とを結んでいた。新古典様式のブリエンナー通りは旧市街のレジデンツに近い北側のオデオン広場を起点に東西方向に走り、ケーヒニス広場に達する。広場周辺にはドーリア式のミュンヘン・プロピュライア (Propyläen)、イオニア式のグリュプトテークとコリント式のバイエルン州立古代美術博物館が、後方には聖ボニフェス修道院が建っている。ケーヒニス広場周辺はアート・クォーターになっており、ミュンヘンの美術館や博物館地区になっている。

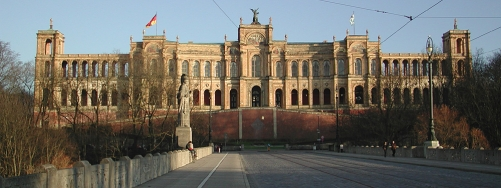
マクシミリアヌウム

ルートヴィヒ通りもまたオデオン広場を起点とし、南北方向に走っておりルートヴィヒ・マクシミリアン大学ミュンヘンやルートヴィヒ教会、バイエルン州立図書館の他、多くのバイエルン州の官庁や首相官邸が面している。通りの南側はイタリアン・ルネサンス様式で建てられ、通りの北側はイタリアン・ロマネスク様式建築の強い影響を受けている。
ネオ・ゴシック様式のマクシミリアン通りはレジデンツや国立劇場があるマクス・ヨゼフ広場を起点に東西方向に走っている。通りには新ゴシック様式の建物や劇場、オーバーバイエルン行政管区の役所、バイエルン州立民族博物館がある。イーザル川を渡るとマクシミリアニウムやバイエルン州議会を巡る。マクシミリアン通りの西側はデザイナーズショップや高級ブティックや宝飾店で知られミュンヘンでは良く知られた5つ星ホテルの一つであるホテルフィヤーヤーレスツァイテン Hotel Vier Jahreszeitenがある。
プリンツリーゲン通り はマクシミリアン通りと並行して走っており、プリンツ・カール・パレを起点にする。この通り沿いには多くの博物館を見付けることができ、アートハウス（Haus der Kunst）、バイエルン州立博物館、シャックギャラリーがある。通りはイーザル川を渡りFriedensengel（平和の天使のモニュメント）を周りVilla Stuckとヒトラーの古いアパートメントを通る。プリンツリーゲン劇場はプリンツリーゲン広場のさらに東にある。

#### その他の地区

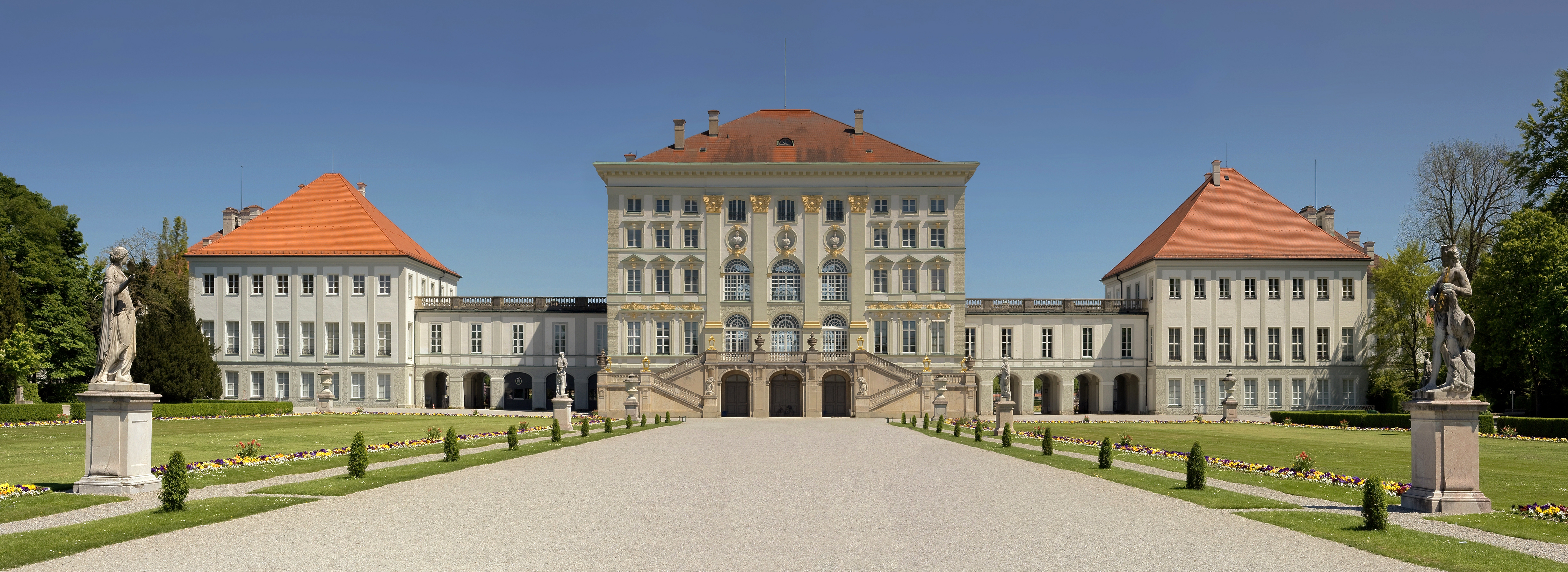
ニンフェンブルク宮殿

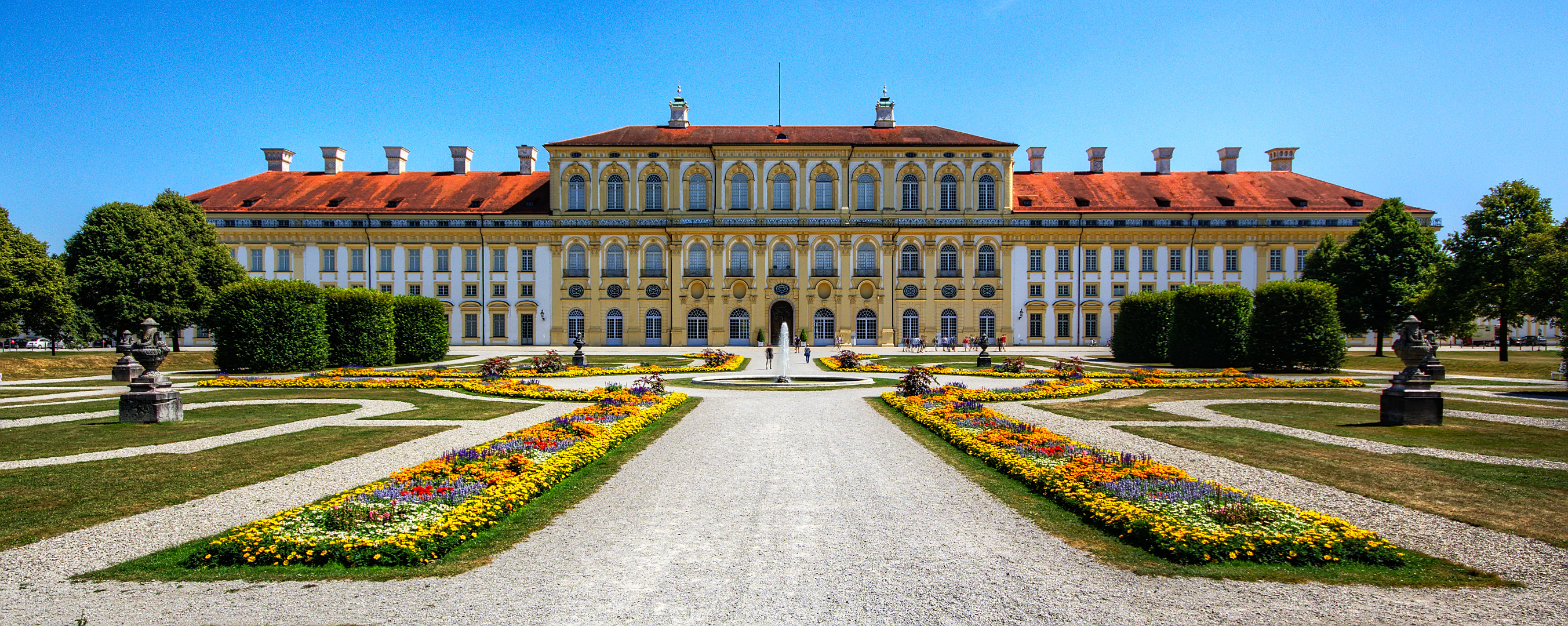
シュライスハイム宮殿

ニンフェンブルク宮殿（ニンフェンブルク城）とオーバーシュライスハイムの2つの大きなバロック様式の宮殿はバイエルンの王室を思い出させるものである。ニンフェンブルク城Schloss Nymphenburgは街の中心から6km北西に行った場所にあり、周辺部は印象深い公園に囲まれヨーロッパの中でも美しい王室の居城と考えられている。ニンフェンブルク城から北西部に2kmの場所にはブルンテンブルク城があり、古い公爵領の中心で後期ゴシック宮殿の教会がある。フュルステンライド城（フュルステンライド宮殿）はニンフェンブルク城に似たバロック様式の宮殿であるがこちらは規模がはるかに小さく、同時期にミュンヘン南西部に建てられた。2番目に大きなバロック様式の邸宅であるシュライスハイム城（シュライスハイム宮殿）はオーバーシュライスハイムの郊外にあり、宮殿の複合建築は3つの独立した邸宅 (Altes Schloss Schleißheim, Neues Schloss Schleißheim, Schloss Lustheim) を含んでいる。ほとんどの邸宅の複合建築群は博物館や美術館に使われている。ベルク・アム・ライム聖ミヒャエル教会は中心部にある教会では最も特筆される教会かもしれない。ほとんどの地区では教区教会があり、それらは中世に遡る教会で、最も有名な教会はミュンヘンの巡礼地であるラメルスドルフ聖マリア教会である。最も古い市内の教会はフレットマニング (Fröttmaning) のアリアンツ・アレナ近隣にあるHeilig Kreuz（聖十字教会）でロマネスク様式のフレスコ画で知られる。
ミュンヘンの郊外部では厳しい文化的な敏感さから遠くのバイエルンアルプスの景観の破壊を保護する観点から高層ビルの建築が制限されてきたが、幅広く多様な建築物が特徴となっている。ほとんどの高い建物は北側に集まっており、ミュンヘンのスカイラインとなっておりヒポ・ハウス (Hypo-Haus) やハイライトタワーズ (Highlight Towers)、ミュンヘン・アップタウンビル、Münchner Tor、オリンピック公園の近くにあるBMW本社ビルなどがある。他のいくつかの高層建築は中心部に位置し、シーメンスのキャンパスはミュンヘンの南部にある。スポーツスタジアムもまた現代のミュンヘンのランドマークになっている。住職の永峰寺がある。

#### 公園

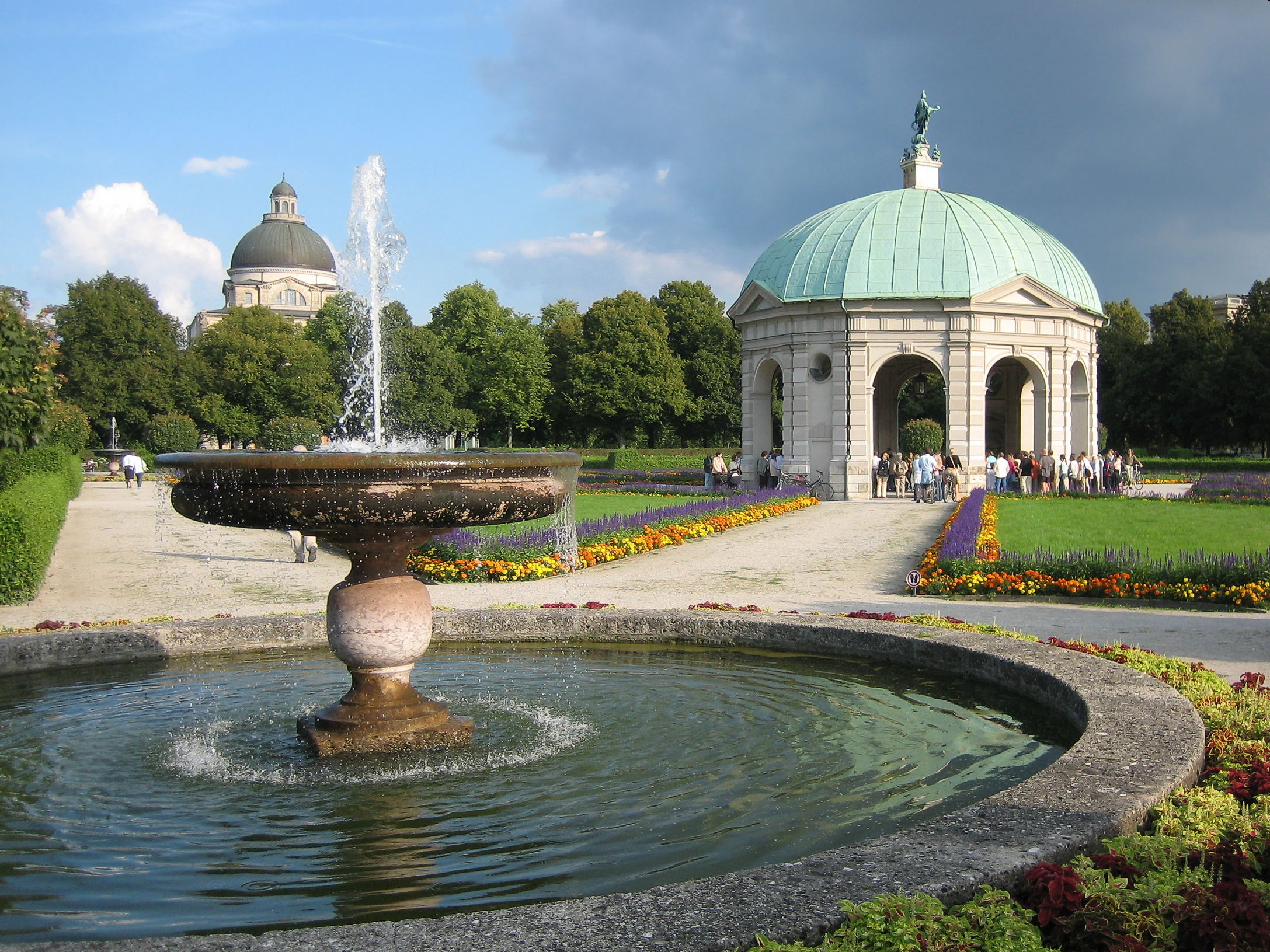
ホーフガルテン

ミュンヘンは緑の都市で、多くの公園がある。エングリッシャーガルテンの面積は373haあり、ニューヨークのセントラルパークよりも広く世界最大級の都市公園である。公園内にはヌーディストエリアやジョギングコース、ブライドル・パスがある。設計はベンジャミン・トンプソンやルンフォード公（Rumford）が行い街のホームレスなどの娯楽と労働の場であった。今日では完全に公園で、中華風の塔の近くにはビアガーデンがある。他の緑地スペースではモダンなミュンヘンオリンピック公園やミュンヘン西公園、ニンフェンブルク宮殿（北側のミュンヘン・ニンフェンブルク植物園を含む。）、シュライスハイム宮殿を含む。ミュンヘンで一番古くからある公園はホーフガルテンでレジデンツの近くにあり、16世紀に遡る。街で一番大きなビアガーデンで知られる以前の王室のヒルシュガルテンは1780年に遡り、今でもシカが住んでいる。ヘラブルン動物園は市南部のイーザル川の中州フラウハー島にある。他に良く知られた公園にはペルラッハ・ラメルスドルフ（Perlach-Ramersdorf）にある東公園（Ostpark）でスイミングエリアがありミヒャエリバート（Michaelibad）はミュンヘンでは一番大きい。

#### 博物館・美術館

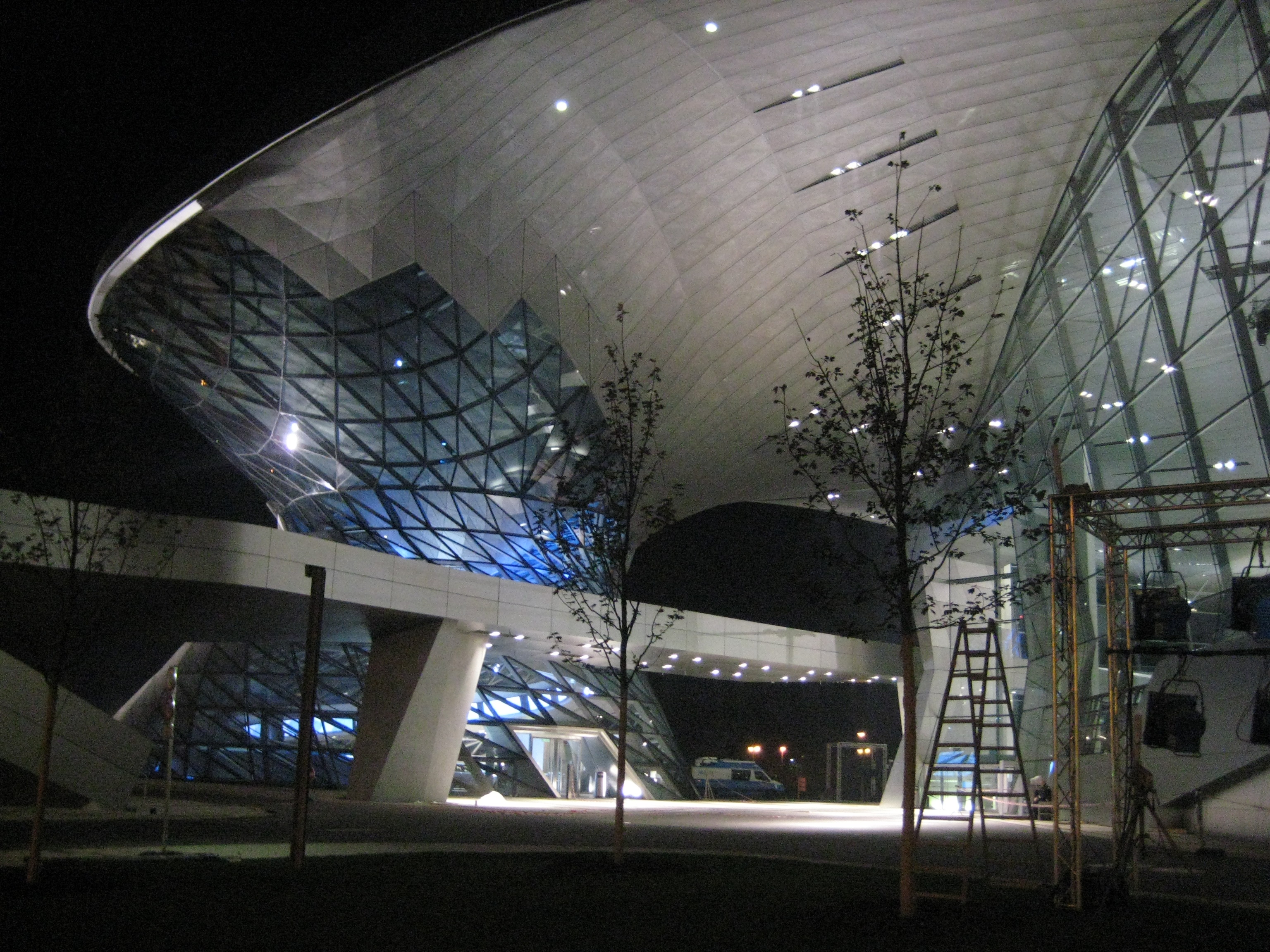
BMW Welt

ドイツ博物館はイーザル川の中州にあり、世界でも歴史がある最大規模の科学に関する博物館である。3つの余分な展示用の建物は保護の指示により陸上交通に関するコレクションが収蔵された交通博物館Verkehrsmuseumに転換された。ドイツ博物館のFlugwerft Schleißheimは航空機に関する展示が中心である。いくつかの非集中型の博物館（多くはミュンヘン大学が公開している収蔵品）がありミュンヘン古生物博物館は幅広い州の収蔵品を展示し地質学や鉱物学、動物学、植物学、文化人類学などを扱っている。

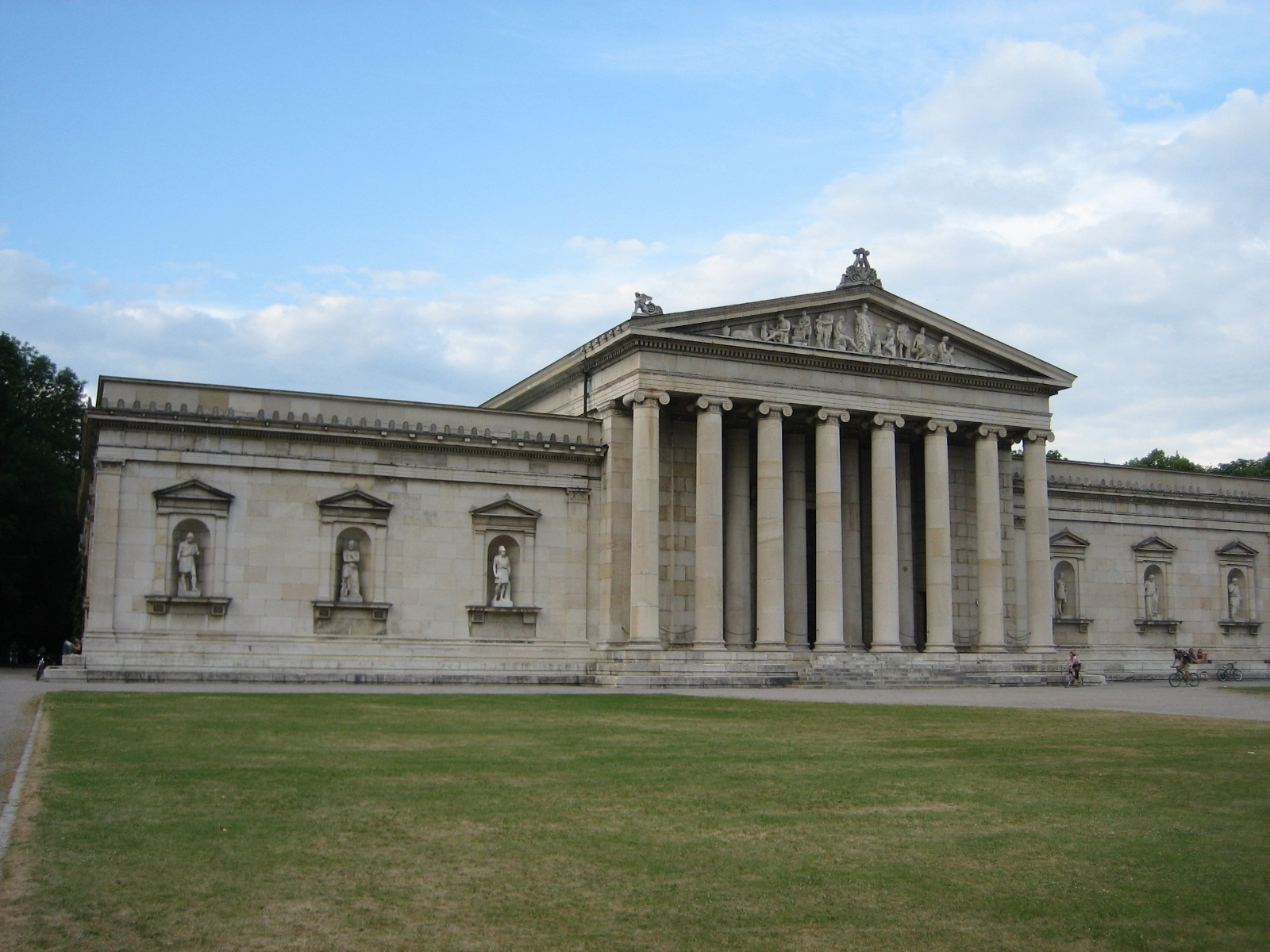
グリュプトテーク

ミュンヘンにはそれぞれ重要な美術館がありアート・クォーターではそのほとんどを見つけることが出来、アルテ・ピナコテーク、ノイエ・ピナコテーク、ピナコテーク・デア・モデルネ、ブランドホルスト博物館が含まれる。アルテ・ピナコテークはモノリシック構造で14世紀から18世紀にかけてのヨーロッパの巨匠の作品が収蔵されている。コレクションは4世紀にわたるヴィッテルスバッハ家の吟味された嗜好が反映され、2つの展示館にそれぞれの時代の作品が展示されている。代表的な作品にはアルブレヒト・デューラーの『自画像』、『4人の使徒』、ラファエロ・サンティの『カニジャーニの聖家族』、「テンピの聖母」、ピーテル・パウル・ルーベンスの『最後の審判』などがある。アルテ・ピナコテークは世界で最も幅広いルーベンスの作品を収蔵している。第一次世界大戦以前、ミュンヘンでは青騎士と呼ばれる芸術家サークルが活動していた。それらの多くの作品はレンバッハハウス美術館で今日見ることができる。ギリシャやローマ芸術の重要なコレクションはグリュプトテークやバイエルン州立古代美術博物館に収蔵されている。ルートヴィヒ1世はメドゥーサ・ロンダニニやバベーリーニ牧神のような有名な作品やアイギナ島のアフェアス神殿からの彫像などを手に入れている。アート・クォーターは2013年にバイエルン州立エジプト美術収集館が開館するとより強化される。
ゴシック様式のエラスムス・グラッサーによるモリスダンスの彫像が中心部の古いゴシック様式の兵器庫の建物のミュンヘン市博物館に展示されている。旧市街とイーザル川との間の地区アルトシュタット＝レーエルにはバイエルン州立民族博物館がマクシミリアン通りにありドイツでは2番目大きなヨーロッパ域外の遺物や作品を集めた博物館である。バイエルン州立博物館とバイエルン州立考古学収集館は隣あっており、プリンスリーゲンテン通りにあり欧州の有名な芸術や歴史の博物館である。近くにはシャックギャラリーがあり19世紀のドイツ絵画の重要な美術館である。
ミュンヘンから16km離れたダッハウ強制収容所は現在、記念館になっている。

## 文化

### 方言
ミュンヘン方言は中部バイエルン・オーストリア語に属するが、他の地域からの強い流入によって絶滅に脅かされている。2001年にバイエルン州文部省が州議会で報告したように、州都の方言は20歳以下の住人には無縁なものである。バイエルン・オーストリア語はバイエルン当局や地元政府の公用語としての地位は無いが、SILコードや ISO-639コードが定められている。

### 祭事

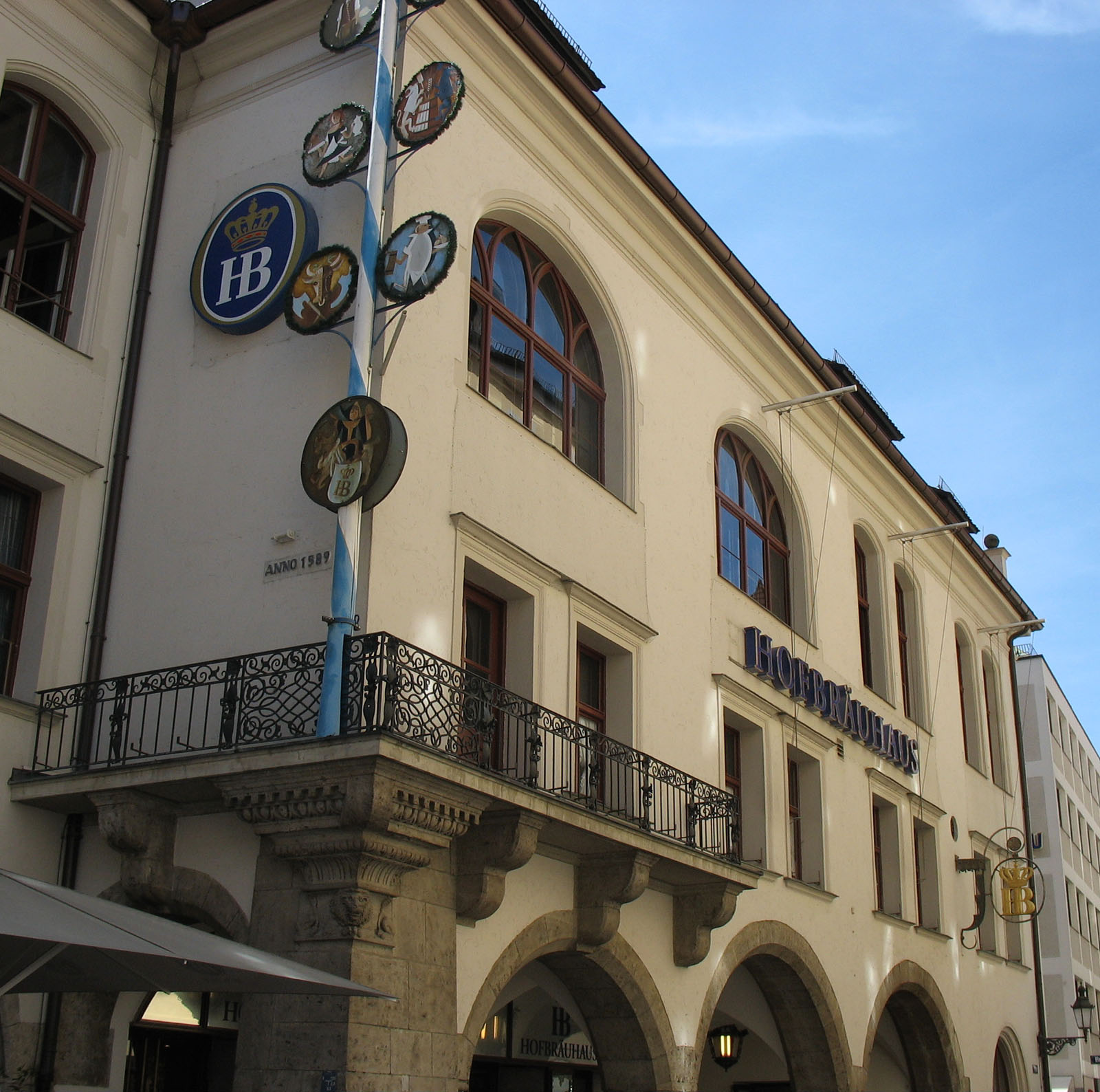
ホーフブロイハウス

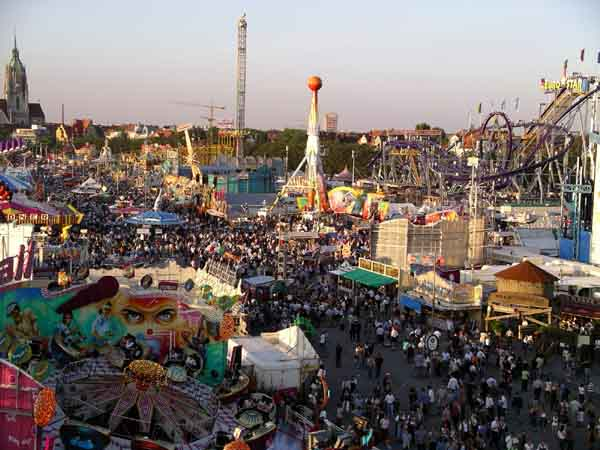
オクトーバーフェスト (2003)

ホフブロイハウスはミュンヘン中心部にある世界中でもっとも有名なビアホールである。オクトーバーフェストでは2番目に大きなテントを運営し、ホフブロイハウスはミュンヘンでは最も有名な観光地の1つである。2週間にわたって開催されるビールの祭典オクトーバーフェストには100万を超える人々がビールのテント ("Bierzelte") と催し物の会場を訪れる。
オクトーバーフェストが最初に催されたのは1810年10月12日にルートヴィヒ1世とテレーゼ・フォン・ザクセン＝ヒルトブルクハウゼンの結婚に敬意を表し開催された。祝典は競馬で閉幕し、翌年以降は現在でも知られるオクトーバーフェストとして発展した。名称がオクトーバーフェストに関わらず9月に開催される。毎年、祭典が終わるのは10月の最初の日曜日で、10月3日のドイツ再統一の日が月曜日か火曜日の場合はオクトーバーフェストはそこまで続けられる。

### 食文化

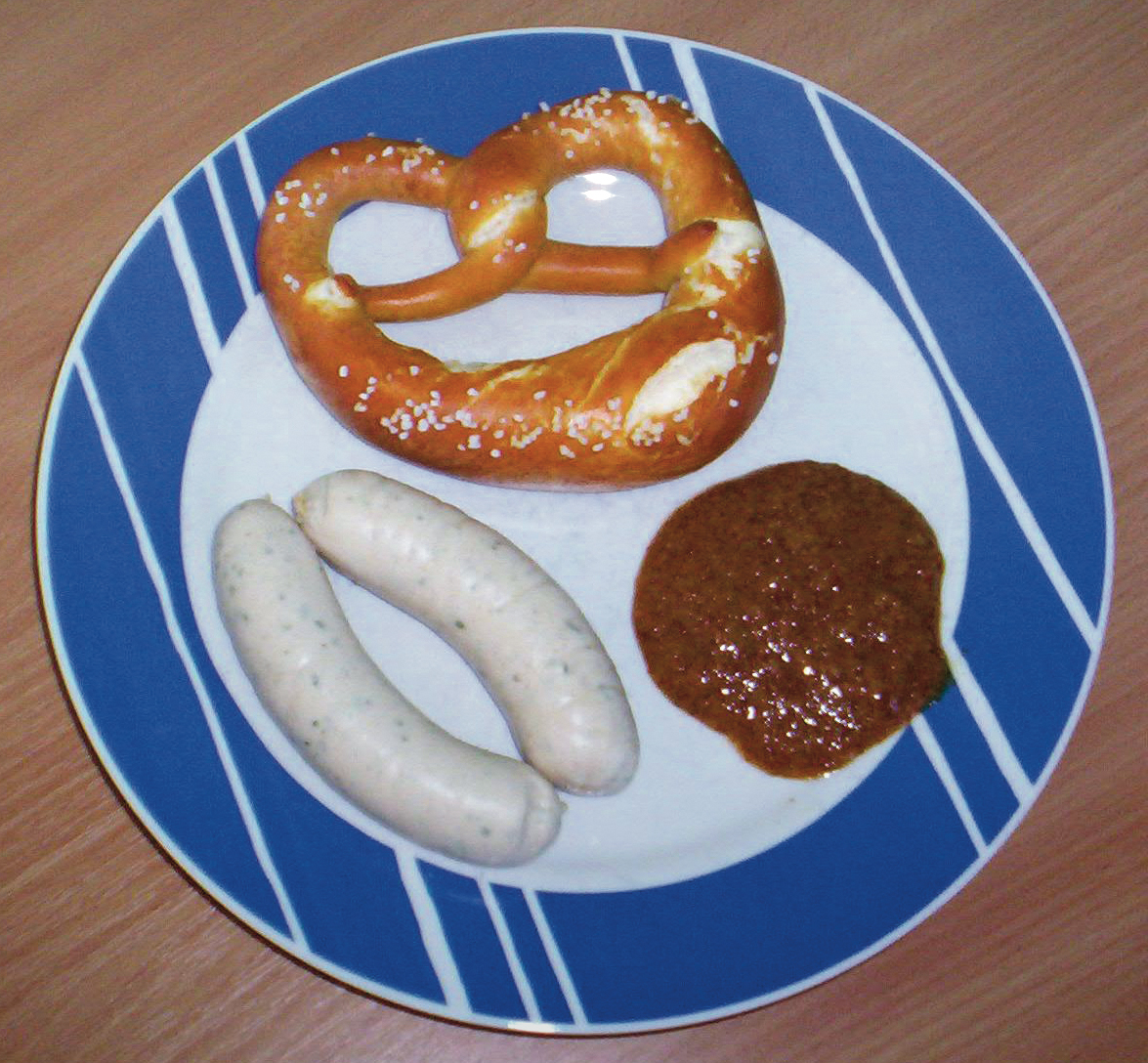
ヴァイスヴルスト（白ソーセージ）Weißwurstと甘いマスタード süßer Senf、ブレーツェルBrezel

ヴァイスヴルスト (Weißwurst) はミュンヘンの名物料理で、冷蔵庫が登場する以前はいたみ易かったため伝統的に昼の12時前までに食す料理であった。ヴァイスヴルストには甘いマスタードと新鮮で焼いたブレーツェルが添えられる。レバーケーゼは挽いた肉と香辛料や香味野菜を混ぜて固めてから蒸し焼きにしたバイエルンの食べ物で、ポテトサラダを添えて食す珍味である。
バイエルンで一番有名なスープはレバークネーデルスープ (Leberknödel) で、レバークネーデルはパンを団子状にし味付けしレバーやタマネギを加える。シュヴァインスブラーテン Schweinsbraten（ローストポーク）はクヌーデルや Kraut（キャベツ）、Schweinshaxe（豚肉）を調理した料理で昼食や夕食に供される。ボイシェル (Beuscherl) は子牛などの肺や心臓、脾臓など臓物の煮込み料理で団子が添えられる。
ポピュラーなデザートにはアプフェルシュトゥルーデルApfelstrudelがありバニラソースが添えられ、ミルヒラーム・シュトゥルーデルはクリームチーズのシュトゥルーデルで、ダンプフヌーデルDampfnudelは団子状のものにカスタードを添えて食し、アウスツーゲネAuszogeneは揚げた大きなドーナツに似ているが穴は開いていない。他に有名なお菓子にはミュンヘン名物のプリンツレゲンテントルテがあり、バイエルン王国の摂政ルイトポルト・フォン・バイエルン名誉により作られたチョコレートケーキである。
ビアガーデンで提供される典型的な冷たい名物料理にはオバツダがありバイエルンチーズの珍味で、裏漉しをして融かしたカマンベールチーズにクリームチーズと塩や胡椒、パプリカを混ぜカットしたタマネギを添えて食す料理である（バターを入れる場合もある）。ビアガーデンは良くラディRadiが供されこれは大根をスライスし塩を振って食べる。ミュンヘナーヴルストサラダは名物のソーゼージサラダで薄くスライスしたクナックヴルストKnackwurst をマリネにし酢とオイルを加えレタスを敷いてスライスしたタマネギを加える。
グリル料理にはシュテッカルフィッシュがあり通常はサバが使われるが、マスや白身の魚も使われ炭火で薫製にしたりグリルし調理する。特徴として皮がぱりっとしている。他のグリル料理には鳥を焼いたブラートヘーンヒェンや1リットルのジョッキビールdie Maßやレモネードとビールを1対1で混ぜた飲み物Radlerがある。

### ビール
ミュンヘンはビール醸造所や白ビール (Weißbier, Weizenbier) で有名である。ヘレスは半透明の金色で今日ミュンヘンでは最もポピュラーなビールであるが他の銘柄に比べると1895年からとそれほど古くはない。ヘレスとピルスナーはほとんどのミュンヘンの黒ビール（デュンケル）を外に追いやってしまったが、19世紀までミュンヘンでは焙燥したモルトを使った色の暗いビールがポピュラーであった。
シュタークビール (Starkbier) はアルコール度が6-9%のミュンヘンビールの中では一番強いビールである。濃い琥珀色で強いモルトのテイストで、3月19日の聖ヨセフの日前の Starkbierzeit（強いビールの季節）のシーズンに飲むことができる。ミュンヘンには20のメジャーなビアガーデンがあり、そのうちの4つが最も有名でエングリッシャーガルテンの周辺にあり、最大のものはヒルシュガルテン (Hirschgarten) にある。
- アウグスティナー・ブロイ（ドイツ語版、英語版）
- パウラーナー
- ハッカー・プショール（ドイツ語版、英語版）
- ホフブロイ
- レーベンブロイ
- シュパーテン・フランツィスカーナー・ブロイ（英語版）
- ヴァイエンシュテファン（ドイツ語版）
  - 厳密には醸造所はミュンヘンではなく郊外のフライジングにある

### 市場
ヴィクトアーリエンマルクトはミュンヘンでは一番有名な市場で新鮮な食材やデリカテッセンで知られるミュンヘンの台所である。ミュンヘンのカーニバルの非常に古い特徴にヴィクトアーリエンの市場の女性のコミカルな衣装がある。アウアー・ドルトは年に3度、マリアヒルフ教会周辺の広場で行われるミュンヘンでは一番古い市で金属製品やガラクタ、骨董品で知られている。クリスマスの3週間前に行われるクリスマスマーケットはマリエン広場や市内の様々な広場で開かれ、クリスマスに関連した商品が扱われ冬の呼び物となっている。

### ナイトライフ
ミュンヘンには6,000以上の認可された店舗があり、それぞれの趣向に合わせ楽しむことができ、成長している。特にシュヴァービング地区は今でも学生やアーティストにとってメインの地区となっている。ホーフブロイハウスはミュンヘン中心部にあり、観光客にとってはミュンヘン一メジャーな場所である。Kultfabrik と Optimolwerke は以前は工業施設群であったが現在ではディスコやパブに変わった。

### 芸術

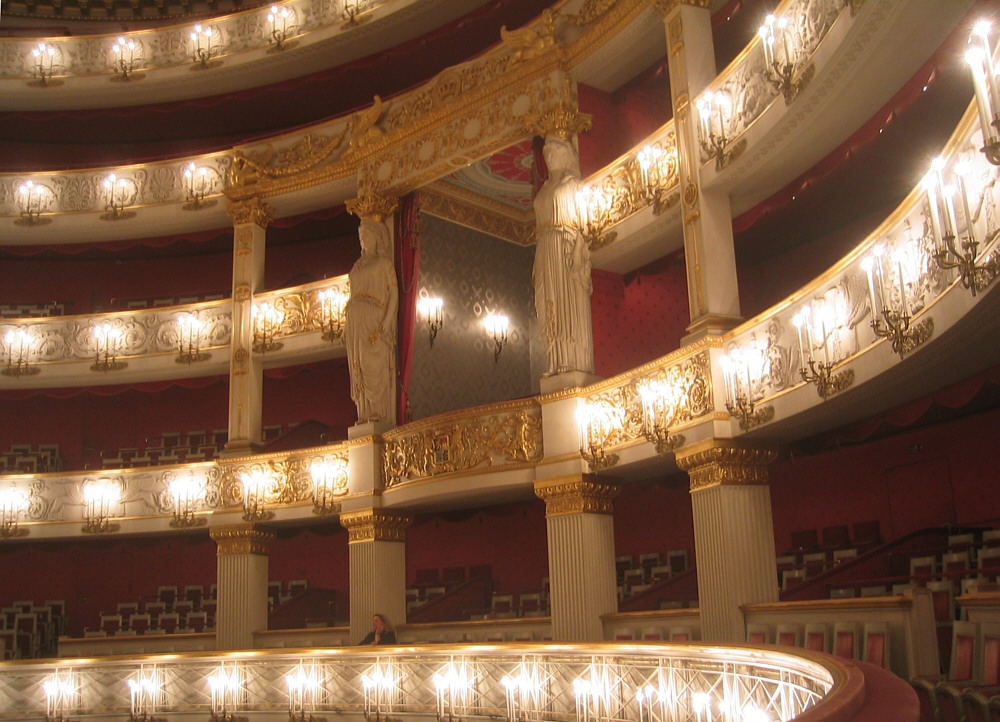
ミュンヘン州立歌劇場

ミュンヘンはヨーロッパの文化的な中心の一つで、多くの傑出した作曲家を輩出しその中には一時的に滞在した人物も含めオルランド・ディ・ラッソ、モーツァルト、カール・マリア・フォン・ウェーバー、リヒャルト・ワーグナー、グスタフ・マーラー、リヒャルト・シュトラウス、マックス・レーガー、カール・オルフが含まれる。オペラの祭典であるミュンヘン・ビエンナーレはハンス・ヴェルナー・ヘンツェにより創設され、「A*Devantgarde」は2年毎に開催される現代音楽の祭典である。
ミュンヘン国立劇場ではワーグナーのオペラが公演されそれらはルートヴィヒ2世の庇護の下にあった。バイエルン州立歌劇場やバイエルン国立管弦楽団は国立劇場を本拠地としている。隣にあるモダンなレジデンツ劇場は第二次世界大戦以前にキュビエ劇場を収蔵した建物に建てられた。多くのオペラが上演され、モーツァルトの1781年の"Idomeneo"の初演も含まれる。ゲルトナープラッツ劇場はオペラ、オペレッタ、バレエやミュージカルが行われる州立の劇場で、プリンツレーゲンテン劇場はバイエルンシアターアカデミーの本拠地になっている。
モダンなガスタイクはミュンヘン・フィルハーモニー管弦楽団の中心である。バイエルン放送交響楽団はレジデンツのヘラクレスザールを主なコンサート会場としている。他に、グラウンケ交響楽団が改称したミュンヘン交響楽団、放送局所属の第二オーケストラであるミュンヘン放送管弦楽団も活発な演奏・録音活動を行っている。あわせると、ミュンヘンにはオペラハウスおよびこれに附属するオーケストラが二つ、コンサートと放送を中心とするオーケストラが四つ存在しており（音楽の都ウィーンと前者で同数、後者で一つ上回る）首都ではない都市としては他に類をみない活況である。

### 文学
文学の分野でも著名な人物を輩出しており、バイエルン王国末期にはパウル・フォン・ハイゼやライナー・マリア・リルケ、フランク・ヴェーデキントなどの作家を輩出している。第一次世界大戦直前の期間はミュンヘンの経済や文化は隆盛を見せ、郊外のシュヴァービングは多くの芸術家や作家が居住していた。トーマス・マンはそこに住み皮肉にもこの期間の輝いたミュンヘンについて小説 Gladius Deiを書いている。ヴァイマル期は文化的な中心としてミュンヘンは残っており、リオン・フォイヒトヴァンガーやベルトルト・ブレヒトなどが目立っていた。
1919年には映画製作のバイエルン映画スタジオが設立された。ゴシックやバロックの時代には多くの芸術家が活躍している。また、ミュンヘンは画家にとってもすでに重要な場所となっており青騎士と呼ばれる緩やかな芸術家サークルが1911年に創建された。青騎士の画家、パウル・クレー、ワシリー・カンディンスキー、ガブリエレ・ミュンター、フランツ・マルク、アウグスト・マッケらはミュンヘンを拠点にしていた。

## スポーツ

### オリンピック
ミュンヘンでは、1972年に夏季オリンピックが開催された。また、2018年冬季オリンピックへの立候補を表明していたため、仮に開催が実現していた場合には、夏季・冬季両方のオリンピックを開催した初めての都市となっていた。なお、姉妹都市である札幌市も2016年夏季オリンピックへ一旦は立候補し冬季・夏季両方の開催を目指していたが、後に財政難を理由に招致を見送っている。両市はともにFIFAワールドカップも経験している。将来的にミュンヘンが再び冬のオリンピックに立候補する可能性があることを、ドイツオリンピック委員会の前会長（現IOC会長）トーマス・バッハが表明している。

### サッカー

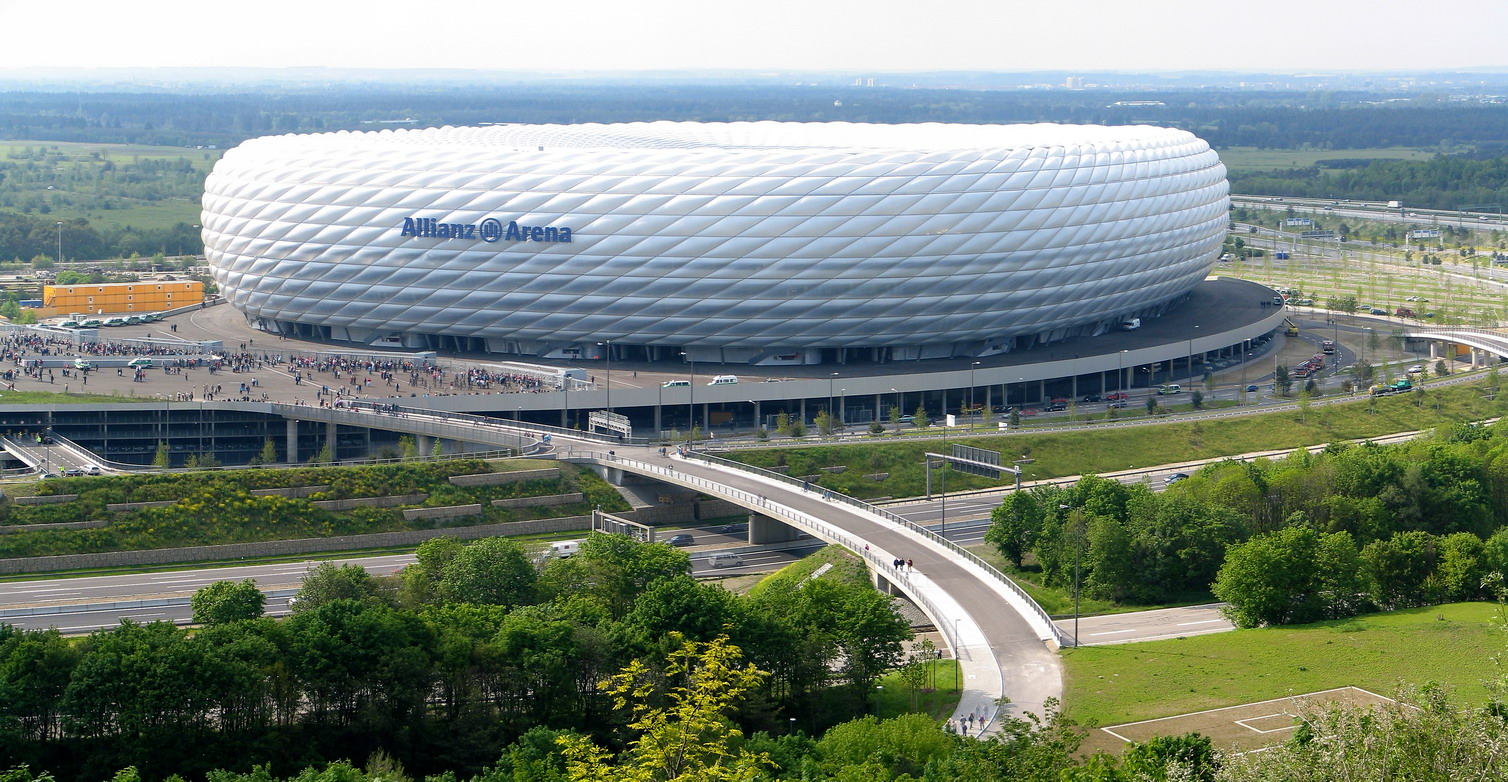
FCバイエルン・ミュンヘンのホームスタジアム「アリアンツ・アレーナ」

サッカーでは、ドイツ・ブンデスリーガに所属するFCバイエルン・ミュンヘンと、3. リーガに所属するTSV1860ミュンヘンがミュンヘンを本拠地としている。両チームとも、1972年夏季オリンピックの主会場だったミュンヘン・オリンピアシュタディオンを2004-05シーズンまでホームスタジアムとしてきたが、2006 FIFAワールドカップ・ドイツ大会の開会式の会場として、サッカー専用スタジアムであるアリアンツ・アレーナが建設されたのに伴い、2005-06シーズンより同スタジアムを新たにホームとして使用している。

## 著名な出身者
- リヒャルト・シュトラウス：作曲家
- カール・オルフ：作曲家
- 濱渦正志：作曲家
- ヴォルフガング・サヴァリッシュ：指揮者
- アリス＝紗良・オット：ピアニスト
- モナ＝飛鳥・オット：ピアニスト
- フランツ・マルク：画家
- ハインリヒ・ヒムラー：政治家
- フランツ・ヨーゼフ・シュトラウス：政治家
- ハンス・ライザー：俳優
- マリアンネ・コッホ：女優
- ヴェルナー・ヘルツォーク：映画監督
- モーリッツ・ブライプトロイ：俳優
- ニック・メンザ：ドラマー
- トーマス・ヒッツルスペルガー：元サッカー選手
- フィリップ・ラーム：元サッカー選手
- フランツ・ベッケンバウアー：元サッカー選手
- 早瀬ノエル︰FRUITS ZIPPER